# Elezioni amministrative in Italia del 2012
Le elezioni amministrative in Italia del 2012 si sono tenute il 6 e 7 maggio (primo turno) e il 20 e 21 maggio (secondo turno).
In Sardegna le elezioni si sono tenute il 10 e 11 giugno (primo turno) e il 24 e 25 giugno (secondo turno).
In virtù della legge 214/2011, non sono rinnovate le amministrazioni provinciali di Como, Belluno, Vicenza, Genova, La Spezia e Ancona, nonché le province regionali di Caltanissetta e Ragusa.

## Sintesi

### Riepilogo sindaci eletti
Coalizione di centro-sinistra
     Coalizione di centro-destra
     Liste civiche
     Lega Nord
     Movimento 5 Stelle
     Coalizione di centro
     Coalizione di sinistra
     Commissario prefettizio
| Regione               | Comune      | Popolazione (2011) | Sindaco uscente | Sindaco uscente             | Sindaco eletto | Sindaco eletto               | Primo turno | Primo turno | Secondo turno | Secondo turno | Seggi   |
| Regione               | Comune      | Popolazione (2011) | Sindaco uscente | Sindaco uscente             | Sindaco eletto | Sindaco eletto               | Voti        | %           | Voti          | %             | Seggi   |
| --------------------- | ----------- | ------------------ | --------------- | --------------------------- | -------------- | ---------------------------- | ----------- | ----------- | ------------- | ------------- | ------- |
| Piemonte              | Alessandria | 93 894             |                 | Piercarlo Fabbio (PdL)      |                | Maria Rita Rossa (PD)        | 17.147      | 39,63%      | 20.360        | 67,97%        | 20 / 32 |
| Piemonte              | Asti        | 76 048             |                 | Giorgio Galvagno (PdL)      |                | Fabrizio Brignolo (PD)       | 13.217      | 36,66%      | 17.100        | 56,90%        | 18 / 32 |
| Piemonte              | Cuneo       | 56 051             |                 | Alberto Valmaggia (PD)      |                | Federico Borgna (IND)        | 10.623      | 36,16%      | 13.910        | 59,88         | 20 / 32 |
| Lombardia             | Como        | 84 495             |                 | Stefano Bruni (PdL)         |                | Mario Lucini (PD)            | 14.261      | 35,55%      | 21.562        | 74,87%        | 20 / 32 |
| Lombardia             | Monza       | 122 849            |                 | Marco Mariani (LN)          |                | Roberto Scanagatti (PD)      | 20.642      | 38,30%      | 25.716        | 63,39%        | 20 / 32 |
| Veneto                | Belluno     | 35 870             |                 | Antonio Prade (PdL)         |                | Jacopo Massaro (IND)         | 4.495       | 24,44%      | 9.472         | 62,69%        | 18 / 32 |
| Veneto                | Verona      | 258 274            |                 | Flavio Tosi (LN)            |                | Flavio Tosi (LN)             | 76.904      | 57,33%      | —             | —             | 22 / 36 |
| Friuli-Venezia Giulia | Gorizia     | 34 844             |                 | Ettore Romoli (PdL)         |                | Ettore Romoli (PdL)          | 9.329       | 51,50%      | —             | —             | 24 / 40 |
| Liguria               | Genova      | 585 407            |                 | Marta Vincenzi (PD)         |                | Marco Doria (SEL)            | 127.477     | 48,31%      | 114.245       | 59,71%        | 24 / 40 |
| Liguria               | La Spezia   | 116 456            |                 | Massimo Federici (PD)       |                | Massimo Federici (PD)        | 21.448      | 52,55%      | —             | —             | 20 / 32 |
| Emilia-Romagna        | Parma       | 195 687            |                 | Mario Ciclosi               |                | Federico Pizzarotti (M5S)    | 17.103      | 19,47%      | 51.235        | 60,23%        | 20 / 32 |
| Emilia-Romagna        | Piacenza    | 102 191            |                 | Roberto Reggi (PD)          |                | Paolo Dosi (PD)              | 22.878      | 47,11%      | 23.710        | 57,77%        | 20 / 32 |
| Toscana               | Lucca       | 89 781             |                 | Mauro Favilla (PdL)         |                | Alessandro Tambellini (PD)   | 19.192      | 46,81%      | 23.468        | 69,72%        | 20 / 32 |
| Toscana               | Pistoia     | 90 315             |                 | Renzo Berti (PD)            |                | Samuele Bertinelli (PD)      | 23.284      | 59,04%      | —             | —             | 21 / 32 |
| Lazio                 | Frosinone   | 46 323             |                 | Michele Marini (PD)         |                | Nicola Ottaviani (PdL)       | 12.706      | 44,38%      | 12.577        | 53,12%        | 20 / 32 |
| Lazio                 | Rieti       | 47 698             |                 | Giuseppe Emili (PdL)        |                | Simone Petrangeli (SEL)      | 12.583      | 42,94%      | 15.883        | 67,17%        | 20 / 32 |
| Abruzzo               | L'Aquila    | 69 406             |                 | Massimo Cialente (PD)       |                | Massimo Cialente (PD)        | 17.421      | 40,58%      | 20.495        | 59,19%        | 20 / 32 |
| Molise                | Isernia     | 21 709             |                 | Gabriele Melogli (PdL)      |                | Ugo De Vivo (PD)             | 4.416       | 30,44%      | 6.946         | 57,37%        | 8 / 32  |
| Puglia                | Brindisi    | 87 141             |                 | Bruno Pezzuto               |                | Cosimo Consales (PD)         | 26.238      | 53,16%      | —             | —             | 20 / 32 |
| Puglia                | Lecce       | 94 916             |                 | Paolo Perrone (PdL)         |                | Paolo Perrone (PdL)          | 35.888      | 64,30%      | —             | —             | 23 / 32 |
| Puglia                | Taranto     | 200 461            |                 | Ippazio Stefano (PRC/SEL)   |                | Ippazio Stefano (SEL)        | 51.053      | 49,52%      | 51.239        | 69,67%        | 21 / 32 |
| Puglia                | Trani       | 56 031             |                 | Giuseppe Tarantini (PdL)    |                | Luigi Nicola Riserbato (PPT) | 15.581      | 45,58%      | 12.664        | 50,79%        | 20 / 32 |
| Calabria              | Catanzaro   | 90 612             |                 | Giuseppina di Rosa          |                | Sergio Abramo (PdL)          | 28.803      | 50,62%      | —             | —             | 20 / 32 |
| Sicilia               | Agrigento   | 59 499             |                 | Marco Zambuto (UDC)         |                | Marco Zambuto (UDC)          | 12.341      | 39,71%      | 19.836        | 74,71%        | 9 / 32  |
| Sicilia               | Palermo     | 671 696            |                 | Luisa Latella               |                | Leoluca Orlando (IdV)        | 105.286     | 47,42%      | 158.010       | 72,43%        | 30 / 50 |
| Sicilia               | Trapani     | 68 759             |                 | Girolamo Fazio (PdL)        |                | Vito Damiano (PdL)           | 7.289       | 27,42%      | 12.309        | 53,56%        | 9 / 32  |
| Sardegna              | Oristano    | 31 630             |                 | Angela Eugenia Nonnis (PdL) |                | Guido Tendas (PD)            | 6.627       | 35,61%      | 8.125         | 58,06%        | 15 / 24 |

## Elezioni comunali

### Piemonte

#### Alessandria
| Candidati                                       | Candidati                               | Voti                        | %     | Liste                         | Voti   | %     | Seggi |
| ----------------------------------------------- | --------------------------------------- | --------------------------- | ----- | ----------------------------- | ------ | ----- | ----- |
|                                                 | Maria Rita Rossa Accede al ballottaggio | 17.147                      | 39,63 | Partito Democratico           | 7.080  | 17,75 | 10    |
| Insieme per Rita Rossa                          | Maria Rita Rossa Accede al ballottaggio | 17.147                      | 39,63 | 3.183                         | 7,98   | 4     |       |
| Moderati                                        | Maria Rita Rossa Accede al ballottaggio | 17.147                      | 39,63 | 2.612                         | 6,55   | 3     |       |
| Italia dei Valori                               | Maria Rita Rossa Accede al ballottaggio | 17.147                      | 39,63 | 1.186                         | 2,97   | 1     |       |
| Federazione della Sinistra                      | Maria Rita Rossa Accede al ballottaggio | 17.147                      | 39,63 | 893                           | 2,24   | 1     |       |
| Sinistra Ecologia Libertà                       | Maria Rita Rossa Accede al ballottaggio | 17.147                      | 39,63 | 797                           | 2,00   | 1     |       |
|                                                 | Piercarlo Fabbio Accede al ballottaggio | 7.917                       | 18,30 | Il Popolo della Libertà       | 5.606  | 14,06 | 5     |
| Nuovo PSI                                       | Piercarlo Fabbio Accede al ballottaggio | 7.917                       | 18,30 | 654                           | 1,64   | -     |       |
| Piercarlo Fabbio Fa                             | Piercarlo Fabbio Accede al ballottaggio | 7.917                       | 18,30 | 434                           | 1,09   | -     |       |
| Ambiente                                        | Piercarlo Fabbio Accede al ballottaggio | 7.917                       | 18,30 | 338                           | 0,85   | -     |       |
| Punto di Incontro                               | Piercarlo Fabbio Accede al ballottaggio | 7.917                       | 18,30 | 285                           | 0,71   | -     |       |
| Più Alessandria                                 | Piercarlo Fabbio Accede al ballottaggio | 7.917                       | 18,30 | 243                           | 0,61   | -     |       |
| Partito Pensionati                              | Piercarlo Fabbio Accede al ballottaggio | 7.917                       | 18,30 | 112                           | 0,28   | -     |       |
| Seggio al candidato sindaco                     | Seggio al candidato sindaco             | Seggio al candidato sindaco | 18,30 | 1                             |        |       |       |
|                                                 | Angelo Malerba                          | 5.202                       | 12,02 | Movimento 5 Stelle            | 4.687  | 11,75 | 3     |
|                                                 | Giovanni Barosini                       | 3.534                       | 8,17  | Unione di Centro              | 2.102  | 5,27  | 1     |
| Noi Giovani                                     | Giovanni Barosini                       | 3.534                       | 8,17  | 580                           | 1,45   | -     |       |
| Con Pier Carlo Lava                             | Giovanni Barosini                       | 3.534                       | 8,17  | 267                           | 0,67   | -     |       |
| Alessandria Libera                              | Giovanni Barosini                       | 3.534                       | 8,17  | 173                           | 0,43   | -     |       |
| Unione Democratica per Consumatori e Pensionati | Giovanni Barosini                       | 3.534                       | 8,17  | 43                            | 0,11   | -     |       |
| Seggio al candidato sindaco                     | Seggio al candidato sindaco             | Seggio al candidato sindaco | 8,17  | 1                             |        |       |       |
|                                                 | Roberto Sarti                           | 2.588                       | 5,98  | Lega Nord                     | 2.355  | 5,91  | 1     |
|                                                 | Giovanni Onofrio Vignuolo               | 982                         | 2,27  | Alleanza per l'Italia         | 853    | 2,14  | -     |
| Spiga Rossa                                     | Giovanni Onofrio Vignuolo               | 982                         | 2,27  | 158                           | 0,40   | -     |       |
|                                                 | Mara Scagni                             | 922                         | 2,13  | Mara Scagni Sindaco 2012      | 656    | 1,65  | -     |
|                                                 | Luisella Giovanna Daziano               | 852                         | 1,97  | TuAlessandria                 | 804    | 2,02  | -     |
|                                                 | Corrado Parise                          | 805                         | 1,86  | Parise per Alessandria        | 724    | 1,82  | -     |
|                                                 | Ezio Sestini                            | 783                         | 1,81  | Alessandria Riformista        | 800    | 2,01  | -     |
|                                                 | Claudio Prigione                        | 760                         | 1,76  | La Destra                     | 511    | 1,28  | -     |
| Ri-vivi Alessandria                             | Claudio Prigione                        | 760                         | 1,76  | 111                           | 0,28   | -     |       |
|                                                 | Mauro Morando                           | 744                         | 1,72  | Per la Nostra Città           | 702    | 1,76  | -     |
|                                                 | Giovanni Rattazzo                       | 337                         | 0,78  | Crescere Insieme              | 330    | 0,83  | -     |
|                                                 | Renato Kovacic                          | 298                         | 0,69  | Comunisti - Sinistra Popolare | 261    | 0,65  | -     |
|                                                 | Graziano Canestri                       | 208                         | 0,48  | Forza Nuova                   | 178    | 0,45  | -     |
|                                                 | Dino Mario Foresto                      | 190                         | 0,44  | Politica Pulita               | 160    | 0,40  | -     |
| Totale                                          | Totale                                  | 43.269                      | 100   |                               | 39.878 | 100   | 32    |

Ballottaggio
| Candidati | Candidati                   | Voti   | %     |
| --------- | --------------------------- | ------ | ----- |
|           | Maria Rita Rossa ✔️ Sindaco | 20.360 | 67,97 |
|           | Piercarlo Fabbio            | 9.594  | 32,03 |
| Totale    | Totale                      | 29.954 |       |

#### Asti
| Candidati                   | Candidati                                | Voti                        | %     | Liste                      | Voti   | %     | Seggi |
| --------------------------- | ---------------------------------------- | --------------------------- | ----- | -------------------------- | ------ | ----- | ----- |
|                             | Fabrizio Brignolo Accede al ballottaggio | 13.217                      | 36,66 | Partito Democratico        | 5.989  | 18,82 | 10    |
| Moderati                    | Fabrizio Brignolo Accede al ballottaggio | 13.217                      | 36,66 | 1.474                      | 4,63   | 2     |       |
| Italia dei Valori           | Fabrizio Brignolo Accede al ballottaggio | 13.217                      | 36,66 | 1.304                      | 4,10   | 2     |       |
| Uniti per Asti              | Fabrizio Brignolo Accede al ballottaggio | 13.217                      | 36,66 | 1.211                      | 3,81   | 2     |       |
| Territorio è Cultura        | Fabrizio Brignolo Accede al ballottaggio | 13.217                      | 36,66 | 1.188                      | 3,73   | 2     |       |
| Sinistra Ecologia Libertà   | Fabrizio Brignolo Accede al ballottaggio | 13.217                      | 36,66 | 518                        | 1,63   | -     |       |
| Pensionati e Invalidi       | Fabrizio Brignolo Accede al ballottaggio | 13.217                      | 36,66 | 77                         | 0,24   | -     |       |
|                             | Giorgio Galvagno Accede al ballottaggio  | 10.634                      | 29,50 | Il Popolo della Libertà    | 5.321  | 16,72 | 4     |
| Per Galvagno                | Giorgio Galvagno Accede al ballottaggio  | 10.634                      | 29,50 | 4.078                      | 12,81  | 3     |       |
| La Destra                   | Giorgio Galvagno Accede al ballottaggio  | 10.634                      | 29,50 | 216                        | 0,68   | -     |       |
| Progetto Asti               | Giorgio Galvagno Accede al ballottaggio  | 10.634                      | 29,50 | 49                         | 0,15   | -     |       |
| Seggio al candidato sindaco | Seggio al candidato sindaco              | Seggio al candidato sindaco | 29,50 | 1                          |        |       |       |
|                             | Mariangela Cotto                         | 3.196                       | 8,87  | Noi per Asti (A)           | 1.501  | 4,72  | -     |
| Asti Più (B)                | Mariangela Cotto                         | 3.196                       | 8,87  | 953                        | 2,99   | -     |       |
| Seggio al candidato sindaco | Seggio al candidato sindaco              | Seggio al candidato sindaco | 8,87  | 1                          |        |       |       |
|                             | Gabriele Zangirolami                     | 2.960                       | 8,21  | Movimento 5 Stelle         | 2.601  | 8,17  | 2     |
|                             | Davide Arri                              | 2.017                       | 5,59  | Unione di Centro (C)       | 1.679  | 5,28  | 2     |
|                             | Giovanni Pensabene                       | 1.900                       | 5,27  | Federazione della Sinistra | 1.016  | 3,19  | -     |
| Asti Bene Comune            | Giovanni Pensabene                       | 1.900                       | 5,27  | 489                        | 1,54   | -     |       |
| Uniti Insieme               | Giovanni Pensabene                       | 1.900                       | 5,27  | 230                        | 0,72   | -     |       |
| Seggio al candidato sindaco | Seggio al candidato sindaco              | Seggio al candidato sindaco | 5,27  | 1                          |        |       |       |
|                             | Pierfranco Verrua                        | 1.487                       | 4,12  | Lega Nord                  | 1.180  | 3,71  | -     |
| Sicurezza                   | Pierfranco Verrua                        | 1.487                       | 4,12  | 116                        | 0,36   | -     |       |
|                             | Diego Rinaldo Zavattaro                  | 640                         | 1,78  | Alleanza Astigiana         | 633    | 1,99  | -     |
| Totale                      | Totale                                   | 36.051                      | 100   |                            | 31.823 | 100   | 32    |

- Le liste contrassegnate con le lettere A e B sono apparentate al secondo turno con il candidato sindaco Giorgio Galvagno.

- La lista contrassegnata con la lettera C è apparentata al secondo turno con il candidato sindaco Fabrizio Brignolo.

Ballottaggio
| Candidati | Candidati                    | Voti   | %     |
| --------- | ---------------------------- | ------ | ----- |
|           | Fabrizio Brignolo ✔️ Sindaco | 17.100 | 56,90 |
|           | Giorgio Galvagno             | 12.955 | 43,10 |
| Totale    | Totale                       | 30.055 |       |

#### Cuneo
| Candidati                                | Candidati                                | Voti                        | %     | Liste                         | Voti   | %    | Seggi |
| ---------------------------------------- | ---------------------------------------- | --------------------------- | ----- | ----------------------------- | ------ | ---- | ----- |
|                                          | Federico Borgna Accede al ballottaggio   | 10.623                      | 36,16 | Unione di Centro              | 2.388  | 9,09 | 5     |
| Cuneo Solidale                           | Federico Borgna Accede al ballottaggio   | 10.623                      | 36,16 | 2.061                         | 7,84   | 4    |       |
| Democratici per Cuneo                    | Federico Borgna Accede al ballottaggio   | 10.623                      | 36,16 | 1.957                         | 7,45   | 4    |       |
| Centro                                   | Federico Borgna Accede al ballottaggio   | 10.623                      | 36,16 | 1.835                         | 6,98   | 4    |       |
| Cuneo Più                                | Federico Borgna Accede al ballottaggio   | 10.623                      | 36,16 | 1.469                         | 5,59   | 3    |       |
|                                          | Pierluigi Garelli Accede al ballottaggio | 9.007                       | 30,66 | Partito Democratico           | 2.466  | 9,38 | 2     |
| Moderati                                 | Pierluigi Garelli Accede al ballottaggio | 9.007                       | 30,66 | 1.791                         | 6,81   | 2    |       |
| Costituente dei Beni Comuni              | Pierluigi Garelli Accede al ballottaggio | 9.007                       | 30,66 | 1.693                         | 6,44   | 1    |       |
| Italia dei Valori                        | Pierluigi Garelli Accede al ballottaggio | 9.007                       | 30,66 | 956                           | 3,64   | 1    |       |
| Sinistra Ecologia Libertà - Lista civica | Pierluigi Garelli Accede al ballottaggio | 9.007                       | 30,66 | 802                           | 3,05   | -    |       |
| Cuneo Domani                             | Pierluigi Garelli Accede al ballottaggio | 9.007                       | 30,66 | 331                           | 1,26   | -    |       |
| Partito Socialista Italiano              | Pierluigi Garelli Accede al ballottaggio | 9.007                       | 30,66 | 150                           | 0,57   | -    |       |
| Seggio al candidato sindaco              | Seggio al candidato sindaco              | Seggio al candidato sindaco | 30,66 | 1                             |        |      |       |
|                                          | Claudio Sacchetto                        | 2.867                       | 9,76  | Lega Nord                     | 1.861  | 7,08 | 1     |
| Grande Cuneo                             | Claudio Sacchetto                        | 2.867                       | 9,76  | 549                           | 2,09   | -    |       |
| Seggio al candidato sindaco              | Seggio al candidato sindaco              | Seggio al candidato sindaco | 9,76  | 1                             |        |      |       |
|                                          | Manuele Isoardi                          | 2.456                       | 8,36  | Movimento 5 Stelle            | 2.098  | 7,98 | 1     |
|                                          | Marco Bertone                            | 2.214                       | 7,54  | Il Popolo della Libertà       | 2.156  | 8,20 | 1     |
|                                          | Giuseppe Lauria                          | 1.586                       | 5,40  | Cuneo per Cuneo               | 734    | 2,79 | -     |
| Progetto Cuneo                           | Giuseppe Lauria                          | 1.586                       | 5,40  | 240                           | 0,91   | -    |       |
| Cuneo Rosa                               | Giuseppe Lauria                          | 1.586                       | 5,40  | 217                           | 0,83   | -    |       |
| Seggio al candidato sindaco              | Seggio al candidato sindaco              | Seggio al candidato sindaco | 5,40  | 1                             |        |      |       |
|                                          | Mario Castellino                         | 397                         | 1,35  | Futuro e Libertà per l'Italia | 338    | 1,29 | -     |
|                                          | Felice Lauria                            | 224                         | 0,76  | Fiamma Tricolore              | 189    | 0,72 | -     |
| Totale                                   | Totale                                   | 29.374                      | 100   |                               | 26.281 | 100  | 32    |

Ballottaggio
| Candidati | Candidati                  | Voti   | %     |
| --------- | -------------------------- | ------ | ----- |
|           | Federico Borgna ✔️ Sindaco | 13.910 | 59,88 |
|           | Pierluigi Garelli          | 9.318  | 40,12 |
| Totale    | Totale                     | 23.228 |       |

### Lombardia

#### Como
| Candidati                                                  | Candidati                            | Voti                        | %     | Liste                         | Voti   | %     | Seggi |
| ---------------------------------------------------------- | ------------------------------------ | --------------------------- | ----- | ----------------------------- | ------ | ----- | ----- |
|                                                            | Mario Lucini Accede al ballottaggio  | 14.261                      | 35,55 | Partito Democratico           | 5.698  | 15,77 | 10    |
| Mario Lucini Sindaco                                       | Mario Lucini Accede al ballottaggio  | 14.261                      | 35,55 | 3.903                         | 10,80  | 7     |       |
| Progetto per Amministrare Como - Sinistra Ecologia Libertà | Mario Lucini Accede al ballottaggio  | 14.261                      | 35,55 | 1.413                         | 3,91   | 2     |       |
| Amo la Mia Città                                           | Mario Lucini Accede al ballottaggio  | 14.261                      | 35,55 | 882                           | 2,44   | 1     |       |
| Italia dei Valori                                          | Mario Lucini Accede al ballottaggio  | 14.261                      | 35,55 | 363                           | 1,00   | -     |       |
|                                                            | Laura Bordoli Accede al ballottaggio | 5.286                       | 13,18 | Il Popolo della Libertà       | 4.938  | 13,66 | 4     |
|                                                            | Alessandro Rapinese                  | 3.945                       | 9,83  | Adesso Como                   | 2.576  | 7,13  | 1     |
| No Logo                                                    | Alessandro Rapinese                  | 3.945                       | 9,83  | 625                           | 1,73   | -     |       |
| Seggio al candidato sindaco                                | Seggio al candidato sindaco          | Seggio al candidato sindaco | 9,83  | 1                             |        |       |       |
|                                                            | Sergio Gaddi                         | 3.332                       | 8,31  | Forza Cambia Como             | 3.097  | 8,57  | 2     |
|                                                            | Alberto Mascetti                     | 2.767                       | 6,90  | Lega Nord                     | 2.662  | 7,37  | 2     |
|                                                            | Luca Ceruti                          | 1.963                       | 4,89  | Movimento 5 Stelle            | 1.803  | 4,99  | 1     |
|                                                            | Mario Molteni                        | 1.859                       | 4,63  | Per Como                      | 1.927  | 5,33  | 1     |
|                                                            | David D'Ambrosio                     | 1.071                       | 2,67  | Unione di Centro              | 1.026  | 2,84  | -     |
|                                                            | Pietro Vierchowod                    | 1.017                       | 2,53  | Il Faro per Como              | 808    | 2,24  | -     |
|                                                            | Elisabetta Patelli                   | 923                         | 2,30  | Ecologisti e Reti Civiche     | 724    | 2,00  | -     |
|                                                            | Mario Pastore                        | 921                         | 2,30  | Futuro e Libertà per l'Italia | 334    | 0,92  | -     |
| Movimento per le Autonomie                                 | Mario Pastore                        | 921                         | 2,30  | 331                           | 0,92   | -     |       |
| Uniti per Como                                             | Mario Pastore                        | 921                         | 2,30  | 150                           | 0,42   | -     |       |
| Polo di Centro                                             | Mario Pastore                        | 921                         | 2,30  | 148                           | 0,41   | -     |       |
|                                                            | Francesco Peronese                   | 883                         | 2,20  | Patto per Como                | 877    | 2,43  | -     |
|                                                            | Donato Supino                        | 745                         | 1,86  | Federazione della Sinistra    | 706    | 1,95  | -     |
|                                                            | Emanuele Lionetti                    | 721                         | 1,80  | Impegno per Como              | 748    | 2,07  | -     |
|                                                            | Roberto Colussi                      | 216                         | 0,54  | La Destra                     | 209    | 0,58  | -     |
|                                                            | Salvatore Ferrara                    | 209                         | 0,52  | Forza Nuova                   | 193    | 0,53  | -     |
| Totale                                                     | Totale                               | 40.119                      |       |                               | 36.141 |       | 32    |

Ballottaggio
| Candidati | Candidati               | Voti   | %     |
| --------- | ----------------------- | ------ | ----- |
|           | Mario Lucini ✔️ Sindaco | 21.562 | 74,87 |
|           | Laura Bordoli           | 7.238  | 25,13 |
| Totale    | Totale                  | 28.800 |       |

#### Monza
| Candidati                   | Candidati                                 | Voti                        | %     | Liste                            | Voti   | %     | Seggi |
| --------------------------- | ----------------------------------------- | --------------------------- | ----- | -------------------------------- | ------ | ----- | ----- |
|                             | Roberto Scanagatti Accede al ballottaggio | 20.642                      | 38,30 | Partito Democratico              | 11.754 | 24,77 | 15    |
| Città Persone               | Roberto Scanagatti Accede al ballottaggio | 20.642                      | 38,30 | 2.141                            | 4,51   | 2     |       |
| Italia dei Valori           | Roberto Scanagatti Accede al ballottaggio | 20.642                      | 38,30 | 1.700                            | 3,58   | 2     |       |
| Sinistra Ecologia Libertà   | Roberto Scanagatti Accede al ballottaggio | 20.642                      | 38,30 | 1.402                            | 2,96   | 1     |       |
| Federazione della Sinistra  | Roberto Scanagatti Accede al ballottaggio | 20.642                      | 38,30 | 717                              | 1,51   | -     |       |
| Moderati Ecologisti         | Roberto Scanagatti Accede al ballottaggio | 20.642                      | 38,30 | 575                              | 1,21   | -     |       |
|                             | Andrea Mandelli Accede al ballottaggio    | 10.806                      | 20,05 | Il Popolo della Libertà          | 9.233  | 19,46 | 4     |
| La Destra                   | Andrea Mandelli Accede al ballottaggio    | 10.806                      | 20,05 | 510                              | 1,07   | -     |       |
| Seggio al candidato sindaco | Seggio al candidato sindaco               | Seggio al candidato sindaco | 20,05 | 1                                |        |       |       |
|                             | Marco Mariani                             | 6.055                       | 11,23 | Lega Nord                        | 3.643  | 7,68  | 1     |
| Monza c'è                   | Marco Mariani                             | 6.055                       | 11,23 | 1.296                            | 2,73   | -     |       |
| Seggio al candidato sindaco | Seggio al candidato sindaco               | Seggio al candidato sindaco | 11,23 | 1                                |        |       |       |
|                             | Nicola Emanuele Fuggetta                  | 5.242                       | 9,73  | Movimento 5 Stelle               | 4.826  | 10,17 | 2     |
|                             | Anna Martinetti                           | 3.894                       | 7,22  | Unione di Centro                 | 1.826  | 3,85  | -     |
| Una Monza per Tutti         | Anna Martinetti                           | 3.894                       | 7,22  | 1.518                            | 3,20   | -     |       |
| Seggio al candidato sindaco | Seggio al candidato sindaco               | Seggio al candidato sindaco | 7,22  | 1                                |        |       |       |
|                             | Paolo Piffer                              | 2.684                       | 4,98  | Cambia Monza                     | 1.501  | 3,16  | -     |
| Primavera Monza             | Paolo Piffer                              | 2.684                       | 4,98  | 676                              | 1,42   | -     |       |
| Seggio al candidato sindaco | Seggio al candidato sindaco               | Seggio al candidato sindaco | 4,98  | 1                                |        |       |       |
|                             | Anna Maria Mancuso                        | 2.172                       | 4,03  | Monza Futura                     | 1.906  | 4,02  | 1     |
|                             | Vincenzo Ascrizzi                         | 935                         | 1,73  | Aprire al Cambiamento            | 894    | 1,88  | -     |
|                             | Francesco Maurizio Brioschi               | 527                         | 0,98  | Unione Italiana - Forza Lombarda | 502    | 1,06  | -     |
|                             | Amedeo Santoro                            | 521                         | 0,97  | Lega Lombardo Veneta             | 485    | 1,02  | -     |
|                             | Attilio Tagliabue                         | 420                         | 0,78  | Ecologisti e Reti Civiche        | 340    | 0,72  | -     |
| Totale                      | Totale                                    | 53.898                      |       |                                  | 47.445 |       | 32    |

Ballottaggio
| Candidati | Candidati                     | Voti   | %     |
| --------- | ----------------------------- | ------ | ----- |
|           | Roberto Scanagatti ✔️ Sindaco | 25.716 | 63,39 |
|           | Andrea Mandelli               | 14.851 | 36,61 |
| Totale    | Totale                        | 40.567 |       |

### Veneto

#### Belluno
| Candidati                   | Candidati                              | Voti                        | %     | Liste                       | Voti   | %     | Seggi |
| --------------------------- | -------------------------------------- | --------------------------- | ----- | --------------------------- | ------ | ----- | ----- |
|                             | Claudia Bettiol Accede al ballottaggio | 4.636                       | 25,20 | Partito Democratico         | 2.765  | 18,63 | 3     |
| Tutti per Belluno           | Claudia Bettiol Accede al ballottaggio | 4.636                       | 25,20 | 896                         | 6,04   | 1     |       |
| Italia dei Valori           | Claudia Bettiol Accede al ballottaggio | 4.636                       | 25,20 | 344                         | 2,32   | -     |       |
| Seggio al candidato sindaco | Seggio al candidato sindaco            | Seggio al candidato sindaco | 25,20 | 1                           |        |       |       |
|                             | Jacopo Massaro Accede al ballottaggio  | 4.495                       | 24,44 | In Movimento                | 1.465  | 9,87  | 9     |
| Insieme per Belluno         | Jacopo Massaro Accede al ballottaggio  | 4.495                       | 24,44 | 1.124                       | 7,57   | 7     |       |
| Patto per Belluno           | Jacopo Massaro Accede al ballottaggio  | 4.495                       | 24,44 | 765                         | 5,15   | 4     |       |
|                             | Antonio Prade                          | 4.296                       | 23,36 | Il Popolo della Libertà     | 1.476  | 9,94  | 1     |
| Prade per Belluno           | Antonio Prade                          | 4.296                       | 23,36 | 1.042                       | 7,02   | 1     |       |
| Con Belluno                 | Antonio Prade                          | 4.296                       | 23,36 | 948                         | 6,39   | 1     |       |
| Seggio al candidato sindaco | Seggio al candidato sindaco            | Seggio al candidato sindaco | 23,36 | 1                           |        |       |       |
|                             | Andrea Lanari                          | 1.910                       | 10,38 | Movimento 5 Stelle          | 1.531  | 10,31 | 2     |
|                             | Ida Bortoluzzi                         | 1.536                       | 8,35  | Lista Civica Ida Bortoluzzi | 740    | 4,98  | -     |
| Unione di Centro            | Ida Bortoluzzi                         | 1.536                       | 8,35  | 589                         | 3,97   | -     |       |
| Seggio al candidato sindaco | Seggio al candidato sindaco            | Seggio al candidato sindaco | 8,35  | 1                           |        |       |       |
|                             | Leonardo Colle                         | 889                         | 4,83  | Lega Nord                   | 680    | 4,58  | -     |
|                             | Carlo Gustavo Giuliana                 | 286                         | 1,55  | Futuro senza Partiti        | 255    | 1,72  | -     |
|                             | Francesco La Grua                      | 256                         | 1,39  | La Destra                   | 163    | 1,10  | -     |
|                             | Massimo Vidori                         | 90                          | 0,49  | Polo Autonomista            | 62     | 0,42  | -     |
| Totale                      | Totale                                 | 18.394                      |       |                             | 14.845 |       | 32    |

Ballottaggio
| Candidati | Candidati                 | Voti   | %     |
| --------- | ------------------------- | ------ | ----- |
|           | Jacopo Massaro ✔️ Sindaco | 9.472  | 62,69 |
|           | Claudia Bettiol           | 5.638  | 37,31 |
| Totale    | Totale                    | 15.110 |       |

#### Verona
| Candidati                     | Candidati                   | Voti                        | %     | Liste                            | Voti    | %     | Seggi |
| ----------------------------- | --------------------------- | --------------------------- | ----- | -------------------------------- | ------- | ----- | ----- |
|                               | Flavio Tosi ✔️ Sindaco      | 76.904                      | 57,33 | Tosi per Verona                  | 45.327  | 37,22 | 17    |
| Lega Nord                     | Flavio Tosi ✔️ Sindaco      | 76.904                      | 57,33 | 13.065                           | 10,73   | 5     |       |
| Fratta Pasini per Verona      | Flavio Tosi ✔️ Sindaco      | 76.904                      | 57,33 | 2.152                            | 1,77    | -     |       |
| Partito Pensionati            | Flavio Tosi ✔️ Sindaco      | 76.904                      | 57,33 | 2.148                            | 1,76    | -     |       |
| Giovani Punto                 | Flavio Tosi ✔️ Sindaco      | 76.904                      | 57,33 | 1.834                            | 1,51    | -     |       |
| Alleanza per Verona           | Flavio Tosi ✔️ Sindaco      | 76.904                      | 57,33 | 1.507                            | 1,24    | -     |       |
| Verona è Vita                 | Flavio Tosi ✔️ Sindaco      | 76.904                      | 57,33 | 997                              | 0,82    | -     |       |
|                               | Michele Bertucco            | 30.493                      | 22,73 | Partito Democratico              | 18.075  | 14,84 | 6     |
| Sinistra Ecologia Libertà     | Michele Bertucco            | 30.493                      | 22,73 | 3.260                            | 2,68    | 1     |       |
| Piazza Pulita                 | Michele Bertucco            | 30.493                      | 22,73 | 2.899                            | 2,38    | -     |       |
| Italia dei Valori             | Michele Bertucco            | 30.493                      | 22,73 | 2.157                            | 1,77    | -     |       |
| Federazione della Sinistra    | Michele Bertucco            | 30.493                      | 22,73 | 1.170                            | 0,96    | -     |       |
| Forti per Verona              | Michele Bertucco            | 30.493                      | 22,73 | 804                              | 0,66    | -     |       |
| Seggio al candidato sindaco   | Seggio al candidato sindaco | Seggio al candidato sindaco | 22,73 | 1                                |         |       |       |
|                               | Gianni Benciolini           | 12.513                      | 9,33  | Movimento 5 Stelle               | 11.584  | 9,51  | 2     |
|                               | Luigi Castelletti           | 11.915                      | 8,88  | Il Popolo della Libertà          | 6.447   | 5,29  | 1     |
| Unione di Centro              | Luigi Castelletti           | 11.915                      | 8,88  | 4.075                            | 3,35    | 1     |       |
| Sindaco Castelletti           | Luigi Castelletti           | 11.915                      | 8,88  | 1.860                            | 1,53    | -     |       |
| Futuro e Libertà per l'Italia | Luigi Castelletti           | 11.915                      | 8,88  | 475                              | 0,39    | -     |       |
| Nuovo PSI                     | Luigi Castelletti           | 11.915                      | 8,88  | 211                              | 0,17    | -     |       |
| Seggio al candidato sindaco   | Seggio al candidato sindaco | Seggio al candidato sindaco | 8,88  | 1                                |         |       |       |
|                               | Luca Castellini             | 1.023                       | 0,76  | Forza Nuova                      | 418     | 0,34  | -     |
| Identità Scaligera            | Luca Castellini             | 1.023                       | 0,76  | 383                              | 0,31    | -     |       |
|                               | Barry Ibrahima              | 951                         | 0,71  | Partito di Alternativa Comunista | 624     | 0,51  | -     |
|                               | Patrizia Badii              | 349                         | 0,26  | Veneto Stato                     | 305     | 0,25  | -     |
| Totale                        | Totale                      | 134.148                     |       |                                  | 121.777 |       | 36    |

### Friuli-Venezia Giulia

#### Gorizia
| Candidati                     | Candidati                   | Voti                        | %     | Liste                     | Voti   | %     | Seggi |
| ----------------------------- | --------------------------- | --------------------------- | ----- | ------------------------- | ------ | ----- | ----- |
|                               | Ettore Romoli ✔️ Sindaco    | 9.329                       | 51,50 | Il Popolo della Libertà   | 3.893  | 26,01 | 14    |
| Unione di Centro              | Ettore Romoli ✔️ Sindaco    | 9.329                       | 51,50 | 973                       | 6,50   | 3     |       |
| Partito Pensionati            | Ettore Romoli ✔️ Sindaco    | 9.329                       | 51,50 | 814                       | 5,44   | 3     |       |
| Civica per Gorizia            | Ettore Romoli ✔️ Sindaco    | 9.329                       | 51,50 | 761                       | 5,09   | 2     |       |
| Lega Nord                     | Ettore Romoli ✔️ Sindaco    | 9.329                       | 51,50 | 717                       | 4,79   | 2     |       |
| Futuro e Libertà per l'Italia | Ettore Romoli ✔️ Sindaco    | 9.329                       | 51,50 | 254                       | 1,70   | -     |       |
| La Destra                     | Ettore Romoli ✔️ Sindaco    | 9.329                       | 51,50 | 201                       | 1,34   | -     |       |
|                               | Giuseppe Cingolani          | 6.629                       | 36,60 | Partito Democratico       | 2.559  | 17,10 | 6     |
| Gorizia è Tua                 | Giuseppe Cingolani          | 6.629                       | 36,60 | 1.207                     | 8,07   | 3     |       |
| Italia dei Valori             | Giuseppe Cingolani          | 6.629                       | 36,60 | 489                       | 3,27   | 1     |       |
| Sinistra Ecologia Libertà     | Giuseppe Cingolani          | 6.629                       | 36,60 | 430                       | 2,87   | 1     |       |
| Federazione della Sinistra    | Giuseppe Cingolani          | 6.629                       | 36,60 | 375                       | 2,51   | 1     |       |
| Forum per Gorizia             | Giuseppe Cingolani          | 6.629                       | 36,60 | 347                       | 2,32   | -     |       |
| Lista Giovani                 | Giuseppe Cingolani          | 6.629                       | 36,60 | 238                       | 1,59   | -     |       |
| Seggio al candidato sindaco   | Seggio al candidato sindaco | Seggio al candidato sindaco | 36,60 | 1                         |        |       |       |
|                               | Manuela Botteghi            | 1.779                       | 9,82  | Movimento 5 Stelle        | 1.342  | 8,97  | 3     |
|                               | Fabrizio Manganelli         | 376                         | 2,08  | Lista Fabrizio Manganelli | 365    | 2,44  | -     |
| Totale                        | Totale                      | 18.113                      |       |                           | 14.965 |       | 40    |

Fonti: Candidati - Liste - Seggi

### Liguria

#### Genova
| Candidati                                       | Candidati                           | Voti                        | %     | Liste                            | Voti    | %     | Seggi |
| ----------------------------------------------- | ----------------------------------- | --------------------------- | ----- | -------------------------------- | ------- | ----- | ----- |
|                                                 | Marco Doria Accede al ballottaggio  | 127.477                     | 48,31 | Partito Democratico              | 55.137  | 23,88 | 12    |
| Lista Marco Doria                               | Marco Doria Accede al ballottaggio  | 127.477                     | 48,31 | 26.784                           | 11,60   | 6     |       |
| Italia dei Valori                               | Marco Doria Accede al ballottaggio  | 127.477                     | 48,31 | 13.730                           | 5,94    | 3     |       |
| Sinistra Ecologia Libertà                       | Marco Doria Accede al ballottaggio  | 127.477                     | 48,31 | 11.606                           | 5,02    | 2     |       |
| Federazione della Sinistra                      | Marco Doria Accede al ballottaggio  | 127.477                     | 48,31 | 5.274                            | 2,28    | 1     |       |
| Partito Socialista Italiano                     | Marco Doria Accede al ballottaggio  | 127.477                     | 48,31 | 1.962                            | 0,85    | -     |       |
| Unione Democratica per Consumatori e Pensionati | Marco Doria Accede al ballottaggio  | 127.477                     | 48,31 | 1.439                            | 0,62    | -     |       |
| Liguria Viva                                    | Marco Doria Accede al ballottaggio  | 127.477                     | 48,31 | 1.322                            | 0,57    | -     |       |
|                                                 | Enrico Musso Accede al ballottaggio | 39.589                      | 15,00 | Enrico Musso Sindaco             | 28.818  | 12,48 | 5     |
|                                                 | Paolo Putti                         | 36.579                      | 13,86 | Movimento 5 Stelle               | 32.516  | 14,08 | 5     |
|                                                 | Pierluigi Vinai                     | 33.468                      | 12,68 | Il Popolo della Libertà          | 21.251  | 9,20  | 4     |
| Alleanza Monarchica - Democrazia Cristiana      | Pierluigi Vinai                     | 33.468                      | 12,68 | 4.080                            | 1,76    | -     |       |
| Liguria Moderata                                | Pierluigi Vinai                     | 33.468                      | 12,68 | 2.937                            | 1,27    | -     |       |
| Città Nuove                                     | Pierluigi Vinai                     | 33.468                      | 12,68 | 1.638                            | 0,70    | -     |       |
| Seggio al candidato sindaco                     | Seggio al candidato sindaco         | Seggio al candidato sindaco | 12,68 | 1                                |         |       |       |
|                                                 | Edoardo Rixi                        | 12.409                      | 4,70  | Lega Nord                        | 8.777   | 3,80  | -     |
| La Nostra Genova                                | Edoardo Rixi                        | 12.409                      | 4,70  | 1.265                            | 0,54    | -     |       |
| Seggio al candidato sindaco                     | Seggio al candidato sindaco         | Seggio al candidato sindaco | 4,70  | 1                                |         |       |       |
|                                                 | Simonetta Saveri                    | 3.257                       | 1,23  | Primavera Politica               | 2.884   | 1,24  | -     |
|                                                 | Giuseppe Viscardi                   | 2.462                       | 0,93  | Gente Comune                     | 1.598   | 0,69  | -     |
| Movimento Indipendentista Ligure                | Giuseppe Viscardi                   | 2.462                       | 0,93  | 555                              | 0,24    | -     |       |
|                                                 | Isabella De Martini                 | 2.119                       | 0,80  | La Destra                        | 1.880   | 0,81  | -     |
|                                                 | Orlando Portento                    | 1.728                       | 0,65  | Orlando Portento Sindaco         | 1.317   | 0,57  | -     |
|                                                 | Armando Siri                        | 1.647                       | 0,62  | Partito Italia Nuova             | 1.268   | 0,54  | -     |
|                                                 | Roberto Delogu                      | 1.536                       | 0,58  | Comunisti - Sinistra Popolare    | 1.412   | 0,61  | -     |
|                                                 | Giuliana Sanguineti                 | 951                         | 0,36  | Partito Comunista dei Lavoratori | 821     | 0,35  | -     |
|                                                 | Kaabour Si Mohamed                  | 627                         | 0,23  | Fratelli e Fratellastri          | 539     | 0,23  | -     |
| Totale                                          | Totale                              | 263.849                     |       |                                  | 230.810 |       | 40    |

Ballottaggio
| Candidati | Candidati              | Voti    | %     |
| --------- | ---------------------- | ------- | ----- |
|           | Marco Doria ✔️ Sindaco | 114.245 | 59,71 |
|           | Enrico Musso           | 77.084  | 40,29 |
| Totale    | Totale                 | 191.329 |       |

#### La Spezia
| Candidati                       | Candidati                   | Voti                        | %     | Liste                   | Voti   | %     | Seggi |
| ------------------------------- | --------------------------- | --------------------------- | ----- | ----------------------- | ------ | ----- | ----- |
|                                 | Massimo Federici ✔️ Sindaco | 21.448                      | 52,55 | Partito Democratico     | 10.136 | 27,20 | 12    |
| Il Mio Cuore è Spezia           | Massimo Federici ✔️ Sindaco | 21.448                      | 52,55 | 3.068                   | 8,23   | 3     |       |
| Sinistra Ecologia Libertà - PSI | Massimo Federici ✔️ Sindaco | 21.448                      | 52,55 | 2.513                   | 6,74   | 2     |       |
| Federazione della Sinistra      | Massimo Federici ✔️ Sindaco | 21.448                      | 52,55 | 1.802                   | 4,84   | 2     |       |
| Italia dei Valori               | Massimo Federici ✔️ Sindaco | 21.448                      | 52,55 | 1.246                   | 3,34   | 1     |       |
| Unione di Centro                | Massimo Federici ✔️ Sindaco | 21.448                      | 52,55 | 796                     | 2,14   | -     |       |
| Lista Schiffini                 | Massimo Federici ✔️ Sindaco | 21.448                      | 52,55 | 487                     | 1,31   | -     |       |
|                                 | Fiammetta Chiarandini       | 6.434                       | 15,76 | Il Popolo della Libertà | 4.561  | 12,24 | 4     |
| Lista Fiammetta Chiarandini     | Fiammetta Chiarandini       | 6.434                       | 15,76 | 995                     | 2,67   | 1     |       |
| Città Futura                    | Fiammetta Chiarandini       | 6.434                       | 15,76 | 341                     | 0,92   | -     |       |
| Seggio al candidato sindaco     | Seggio al candidato sindaco | Seggio al candidato sindaco | 15,76 | 1                       |        |       |       |
|                                 | Ivan Mirenda                | 4.368                       | 10,70 | Movimento 5 Stelle      | 3.866  | 10,37 | 4     |
|                                 | Giulio Guerri               | 1.911                       | 4,68  | Per la Nostra Città     | 1.144  | 3,07  | -     |
| Aria Pulita e Salute            | Giulio Guerri               | 1.911                       | 4,68  | 220                     | 0,59   | -     |       |
| Seggio al candidato sindaco     | Seggio al candidato sindaco | Seggio al candidato sindaco | 4,68  | 1                       |        |       |       |
|                                 | Gian Carlo Di Vizia         | 1.268                       | 3,11  | Lega Nord               | 1.301  | 3,49  | 1     |
|                                 | Loriano Isolabella          | 958                         | 2,35  | Spezia Attiva           | 601    | 1,61  | -     |
| Democrazia Cristiana - MPA      | Loriano Isolabella          | 958                         | 2,35  | 325                     | 0,87   | -     |       |
| Lega Cittadina dei Pensionati   | Loriano Isolabella          | 958                         | 2,35  | 112                     | 0,30   | -     |       |
| Donne                           | Loriano Isolabella          | 958                         | 2,35  | 65                      | 0,17   | -     |       |
|                                 | Sandro Sanvenero            | 843                         | 2,07  | Scienza e Coscienza     | 769    | 2,06  | -     |
|                                 | Roberto Quber               | 776                         | 1,90  | Spezia Torna a Volare   | 629    | 1,69  | -     |
|                                 | Fabio Cenerini              | 767                         | 1,88  | Via la Casta            | 635    | 1,70  | -     |
|                                 | Massimiliano Mammi          | 644                         | 1,58  | La Destra               | 563    | 1,51  | -     |
|                                 | Paolo Pazzaglia             | 601                         | 1,47  | Spezia al Centro        | 469    | 1,26  | -     |
|                                 | Gaetano Russo               | 337                         | 0,83  | Città Nuova             | 135    | 0,36  | -     |
| Partito Popolare                | Gaetano Russo               | 337                         | 0,83  | 99                      | 0,27   | -     |       |
|                                 | Marco Tarabugi              | 327                         | 0,80  | Fare Spezia             | 261    | 0,70  | -     |
|                                 | Mario Di Spigna             | 135                         | 0,33  | No Euro                 | 124    | 0,33  | -     |
| Totale                          | Totale                      | 40.817                      |       |                         | 37.263 |       | 32    |

### Emilia-Romagna

#### Parma
| Candidati                                       | Candidati                                  | Voti                        | %     | Liste                            | Voti   | %     | Seggi |
| ----------------------------------------------- | ------------------------------------------ | --------------------------- | ----- | -------------------------------- | ------ | ----- | ----- |
|                                                 | Vincenzo Bernazzoli Accede al ballottaggio | 34.433                      | 39,21 | Partito Democratico              | 17.472 | 25,16 | 5     |
| Partito dei Comunisti Italiani                  | Vincenzo Bernazzoli Accede al ballottaggio | 34.433                      | 39,21 | 4.059                            | 5,84   | 1     |       |
| Altra Politica                                  | Vincenzo Bernazzoli Accede al ballottaggio | 34.433                      | 39,21 | 3.449                            | 4,97   | 1     |       |
| Italia dei Valori                               | Vincenzo Bernazzoli Accede al ballottaggio | 34.433                      | 39,21 | 2.032                            | 2,93   | -     |       |
| Parma che Cambia (SEL - Verdi)                  | Vincenzo Bernazzoli Accede al ballottaggio | 34.433                      | 39,21 | 1.815                            | 2,61   | -     |       |
| Parma Progressista Socialista Laica (PSI)       | Vincenzo Bernazzoli Accede al ballottaggio | 34.433                      | 39,21 | 1.065                            | 1,53   | -     |       |
| Unione Democratica per Consumatori e Pensionati | Vincenzo Bernazzoli Accede al ballottaggio | 34.433                      | 39,21 | 121                              | 0,17   | -     |       |
| Seggio al candidato sindaco                     | Seggio al candidato sindaco                | Seggio al candidato sindaco | 39,21 | 1                                |        |       |       |
|                                                 | Federico Pizzarotti Accede al ballottaggio | 17.103                      | 19,47 | Movimento 5 Stelle               | 13.817 | 19,90 | 20    |
|                                                 | Elvio Ubaldi                               | 14.366                      | 16,36 | Unione di Centro                 | 4.147  | 5,97  | 1     |
| Civiltà Parmigiana                              | Elvio Ubaldi                               | 14.366                      | 16,36 | 3.890                            | 5,60   | -     |       |
| Parma Moderata Libera Solidale                  | Elvio Ubaldi                               | 14.366                      | 16,36 | 1.405                            | 2,02   | -     |       |
| Seggio al candidato sindaco                     | Seggio al candidato sindaco                | Seggio al candidato sindaco | 16,36 | 1                                |        |       |       |
|                                                 | Roberto Ghiretti                           | 8.873                       | 10,10 | Parma Unita                      | 5.944  | 8,56  | 1     |
|                                                 | Roberta Roberti                            | 4.504                       | 5,13  | Parma Bene Comune                | 1.661  | 2,39  | -     |
| Partito della Rifondazione Comunista            | Roberta Roberti                            | 4.504                       | 5,13  | 1.290                            | 1,86   | -     |       |
|                                                 | Paolo Buzzi                                | 4.209                       | 4,79  | Il Popolo della Libertà          | 3.275  | 4,72  | -     |
| Cantiere Popolare                               | Paolo Buzzi                                | 4.209                       | 4,79  | 418                              | 0,60   | -     |       |
| Seggio al candidato sindaco                     | Seggio al candidato sindaco                | Seggio al candidato sindaco | 4,79  | 1                                |        |       |       |
|                                                 | Andrea Zorandi                             | 2.375                       | 2,70  | Lega Nord                        | 2.064  | 2,97  | -     |
|                                                 | Priamo Bocchi                              | 1.204                       | 1,37  | La Destra                        | 954    | 1,37  | -     |
|                                                 | Wallì Bonvicini                            | 380                         | 0,43  | Buongiorno Italia                | 265    | 0,38  | -     |
|                                                 | Liliana Spaggiari                          | 380                         | 0,43  | Partito Comunista dei Lavoratori | 302    | 0,43  | -     |
| Totale                                          | Totale                                     | 87.827                      |       |                                  | 69.445 |       | 32    |

Ballottaggio
| Candidati | Candidati                      | Voti   | %     |
| --------- | ------------------------------ | ------ | ----- |
|           | Federico Pizzarotti ✔️ Sindaco | 51.235 | 60,23 |
|           | Vincenzo Bernazzoli            | 33.837 | 39,77 |
| Totale    | Totale                         | 85.072 |       |

#### Piacenza
| Candidati                                 | Candidati                            | Voti                        | %     | Liste                   | Voti   | %     | Seggi |
| ----------------------------------------- | ------------------------------------ | --------------------------- | ----- | ----------------------- | ------ | ----- | ----- |
|                                           | Paolo Dosi Accede al ballottaggio    | 22.878                      | 47,11 | Partito Democratico     | 10.855 | 26,60 | 12    |
| Moderati                                  | Paolo Dosi Accede al ballottaggio    | 22.878                      | 47,11 | 5.460                   | 13,38  | 6     |       |
| Italia dei Valori                         | Paolo Dosi Accede al ballottaggio    | 22.878                      | 47,11 | 1.723                   | 4,22   | 1     |       |
| Sinistra per Piacenza (SEL - PSI - FdS)   | Paolo Dosi Accede al ballottaggio    | 22.878                      | 47,11 | 1.428                   | 3,50   | 1     |       |
|                                           | Andrea Paparo Accede al ballottaggio | 15.086                      | 31,07 | Il Popolo della Libertà | 8.942  | 21,91 | 6     |
| Sveglia                                   | Andrea Paparo Accede al ballottaggio | 15.086                      | 31,07 | 1.754                   | 4,30   | 1     |       |
| Piacenza Viva                             | Andrea Paparo Accede al ballottaggio | 15.086                      | 31,07 | 1.308                   | 3,20   | -     |       |
| Seggio al candidato sindaco               | Seggio al candidato sindaco          | Seggio al candidato sindaco | 31,07 | 1                       |        |       |       |
|                                           | Mirta Quagliaroli                    | 4.771                       | 9,82  | Movimento 5 Stelle      | 4.070  | 9,97  | 3     |
|                                           | Massimo Polledri                     | 3.022                       | 6,22  | Lega Nord               | 2.212  | 5,42  | -     |
| Forza Piacenza                            | Massimo Polledri                     | 3.022                       | 6,22  | 271                     | 0,66   | -     |       |
| Pensionati Emiliani - Movimento Cristiano | Massimo Polledri                     | 3.022                       | 6,22  | 98                      | 0,24   | -     |       |
| Seggio al candidato sindaco               | Seggio al candidato sindaco          | Seggio al candidato sindaco | 6,22  | 1                       |        |       |       |
|                                           | Pier Angelo Solenghi                 | 1.413                       | 2,91  | Piacenza Bene Comune    | 1.242  | 3,04  | -     |
|                                           | Pierpaolo Gallini                    | 932                         | 1,92  | Unione di Centro        | 1.072  | 2,63  | -     |
|                                           | Pietro Luigi Tansini                 | 459                         | 0,95  | Pensionati Piacentini   | 379    | 0,93  | -     |
| Totale                                    | Totale                               | 48.561                      |       |                         | 40.814 |       | 32    |

Ballottaggio
| Candidati | Candidati             | Voti   | %     |
| --------- | --------------------- | ------ | ----- |
|           | Paolo Dosi ✔️ Sindaco | 23.710 | 57,77 |
|           | Andrea Paparo         | 17.331 | 42,23 |
| Totale    | Totale                | 41.041 |       |

### Toscana

#### Lucca
| Candidati                     | Candidati                                    | Voti                        | %     | Liste                   | Voti   | %     | Seggi |
| ----------------------------- | -------------------------------------------- | --------------------------- | ----- | ----------------------- | ------ | ----- | ----- |
|                               | Alessandro Tambellini Accede al ballottaggio | 19.192                      | 46,81 | Partito Democratico     | 7.787  | 22,00 | 10    |
| Tambellini Sindaco            | Alessandro Tambellini Accede al ballottaggio | 19.192                      | 46,81 | 5.066                   | 14,31  | 7     |       |
| Sinistra Ecologia Libertà     | Alessandro Tambellini Accede al ballottaggio | 19.192                      | 46,81 | 1.350                   | 3,81   | 1     |       |
| Federazione della Sinistra    | Alessandro Tambellini Accede al ballottaggio | 19.192                      | 46,81 | 1.244                   | 3,51   | 1     |       |
| Italia dei Valori             | Alessandro Tambellini Accede al ballottaggio | 19.192                      | 46,81 | 876                     | 2,47   | 1     |       |
|                               | Pietro Fazzi Accede al ballottaggio          | 6.437                       | 15,70 | Per Fazzi Sindaco       | 3.108  | 8,78  | 2     |
| Unione di Centro              | Pietro Fazzi Accede al ballottaggio          | 6.437                       | 15,70 | 2.398                   | 6,77   | 1     |       |
| Seggio al candidato sindaco   | Seggio al candidato sindaco                  | Seggio al candidato sindaco | 15,70 | 1                       |        |       |       |
|                               | Mauro Favilla                                | 6.015                       | 14,67 | Il Popolo della Libertà | 3.240  | 9,15  | 2     |
| Insieme per Favilla Sindaco   | Mauro Favilla                                | 6.015                       | 14,67 | 1.418                   | 4,01   | 1     |       |
| Lucca al Centro               | Mauro Favilla                                | 6.015                       | 14,67 | 1.193                   | 3,37   | -     |       |
| Donne al Governo              | Mauro Favilla                                | 6.015                       | 14,67 | 120                     | 0,34   | -     |       |
| Laici                         | Mauro Favilla                                | 6.015                       | 14,67 | 92                      | 0,26   | -     |       |
| Seggio al candidato sindaco   | Seggio al candidato sindaco                  | Seggio al candidato sindaco | 14,67 | 1                       |        |       |       |
|                               | Daniela Rosellini                            | 3.150                       | 7,68  | Movimento 5 Stelle      | 2.456  | 6,94  | 2     |
|                               | Luca Leone                                   | 1.918                       | 4,68  | Impegno Comune          | 1.257  | 3,55  | 1     |
|                               | Piero Angelini                               | 1.387                       | 3,38  | Governare Lucca         | 1.168  | 3,30  | -     |
| Valore alle Idee              | Piero Angelini                               | 1.387                       | 3,38  | 331                     | 0,94   | -     |       |
| Seggio al candidato sindaco   | Seggio al candidato sindaco                  | Seggio al candidato sindaco | 3,38  | 1                       |        |       |       |
|                               | Maurizio Dinelli                             | 1.373                       | 3,35  | Noi Lucca               | 698    | 1,97  | -     |
| Partito Liberale Italiano     | Maurizio Dinelli                             | 1.373                       | 3,35  | 183                     | 0,52   | -     |       |
| Giovani per Lucca             | Maurizio Dinelli                             | 1.373                       | 3,35  | 121                     | 0,34   | -     |       |
| Movimento Autonomista Toscano | Maurizio Dinelli                             | 1.373                       | 3,35  | 62                      | 0,18   | -     |       |
|                               | Maria Urbani                                 | 619                         | 1,51  | Lucca Bene Comune       | 516    | 1,46  | -     |
|                               | Antonio Trapani                              | 516                         | 1,26  | Lega Nord               | 445    | 1,26  | -     |
|                               | Andrea Colombini                             | 257                         | 0,63  | Colombini Sindaco       | 148    | 0,42  | -     |
|                               | Giuliano Marchetti                           | 133                         | 0,32  | Dignità Lucchese        | 119    | 0,34  | -     |
| Totale                        | Totale                                       | 40.997                      |       |                         | 35.396 |       | 32    |

Ballottaggio
| Candidati | Candidati                        | Voti   | %     |
| --------- | -------------------------------- | ------ | ----- |
|           | Alessandro Tambellini ✔️ Sindaco | 23.468 | 69,72 |
|           | Pietro Fazzi                     | 10.190 | 30,28 |
| Totale    | Totale                           | 33.658 |       |

#### Pistoia
| Candidati                     | Candidati                     | Voti                        | %     | Liste                            | Voti   | %     | Seggi |
| ----------------------------- | ----------------------------- | --------------------------- | ----- | -------------------------------- | ------ | ----- | ----- |
|                               | Samuele Bertinelli ✔️ Sindaco | 23.284                      | 59,05 | Partito Democratico              | 12.438 | 33,71 | 14    |
| Spirito Libero                | Samuele Bertinelli ✔️ Sindaco | 23.284                      | 59,05 | 2.671                            | 7,24   | 3     |       |
| Italia dei Valori             | Samuele Bertinelli ✔️ Sindaco | 23.284                      | 59,05 | 1.735                            | 4,70   | 1     |       |
| Insieme per Pistoia           | Samuele Bertinelli ✔️ Sindaco | 23.284                      | 59,05 | 1.678                            | 4,55   | 1     |       |
| Sinistra Ecologia Libertà     | Samuele Bertinelli ✔️ Sindaco | 23.284                      | 59,05 | 1.558                            | 4,22   | 1     |       |
| Federazione della Sinistra    | Samuele Bertinelli ✔️ Sindaco | 23.284                      | 59,05 | 1.172                            | 3,18   | 1     |       |
| Indipendenti per Pistoia      | Samuele Bertinelli ✔️ Sindaco | 23.284                      | 59,05 | 571                              | 1,55   | -     |       |
| Verdi - Arcobaleno su Pistoia | Samuele Bertinelli ✔️ Sindaco | 23.284                      | 59,05 | 475                              | 1,29   | -     |       |
|                               | Anna Maria Ida Celesti        | 6.469                       | 16,41 | Il Popolo della Libertà          | 6.283  | 17,03 | 6     |
|                               | Giacomo Del Bino              | 4.023                       | 10,20 | Movimento 5 Stelle               | 3.646  | 9,88  | 3     |
|                               | Alessio Bartolomei            | 3.456                       | 8,76  | Pistoia Futura                   | 1.590  | 4,31  | 1     |
| Per il Terzo Polo (UDC - FLI) | Alessio Bartolomei            | 3.456                       | 8,76  | 1.456                            | 3,95   | -     |       |
| Seggio al candidato sindaco   | Seggio al candidato sindaco   | Seggio al candidato sindaco | 8,76  | 1                                |        |       |       |
|                               | enrico Guastini               | 933                         | 2,37  | Lista Ecologista                 | 668    | 1,81  | -     |
|                               | Daniela Simionato             | 663                         | 1,68  | Lega Nord                        | 426    | 1,15  | -     |
| Voce al Popolo                | Daniela Simionato             | 663                         | 1,68  | 71                               | 0,19   | -     |       |
|                               | Mario Capecchi                | 387                         | 0,98  | Partito Comunista dei Lavoratori | 296    | 0,80  | -     |
|                               | Paolo Bonacchi                | 217                         | 0,55  | Cittadini Sovrani                | 165    | 0,45  | -     |
| Totale                        | Totale                        | 39.432                      |       |                                  | 36.899 |       | 32    |

### Lazio

#### Frosinone
| Candidati                            | Candidati                               | Voti                        | %     | Liste                   | Voti   | %     | Seggi |
| ------------------------------------ | --------------------------------------- | --------------------------- | ----- | ----------------------- | ------ | ----- | ----- |
|                                      | Nicola Ottaviani Accede al ballottaggio | 12.706                      | 44,38 | Il Popolo della Libertà | 5.354  | 19,43 | 10    |
| Per Ottaviani Sindaco                | Nicola Ottaviani Accede al ballottaggio | 12.706                      | 44,38 | 2.563                   | 9,30   | 4     |       |
| Città Nuove                          | Nicola Ottaviani Accede al ballottaggio | 12.706                      | 44,38 | 2.003                   | 7,27   | 3     |       |
| Nuova Realtà                         | Nicola Ottaviani Accede al ballottaggio | 12.706                      | 44,38 | 1.307                   | 4,74   | 2     |       |
| Per Frosinone                        | Nicola Ottaviani Accede al ballottaggio | 12.706                      | 44,38 | 989                     | 3,59   | 1     |       |
| Frosinone Libera                     | Nicola Ottaviani Accede al ballottaggio | 12.706                      | 44,38 | 358                     | 1,30   | -     |       |
| Ciocaria Futura                      | Nicola Ottaviani Accede al ballottaggio | 12.706                      | 44,38 | 351                     | 1,27   | -     |       |
| Donna Domani                         | Nicola Ottaviani Accede al ballottaggio | 12.706                      | 44,38 | 149                     | 0,54   | -     |       |
| UDEUR - Tre Spighe                   | Nicola Ottaviani Accede al ballottaggio | 12.706                      | 44,38 | 66                      | 0,24   | -     |       |
|                                      | Michele Marini Accede al ballottaggio   | 6.921                       | 24,18 | Partito Democratico     | 2.882  | 10,46 | 3     |
| Marini Sindaco                       | Michele Marini Accede al ballottaggio   | 6.921                       | 24,18 | 1.436                   | 5,21   | 1     |       |
| Unione di Centro                     | Michele Marini Accede al ballottaggio   | 6.921                       | 24,18 | 1.256                   | 4,56   | 1     |       |
| Federazione dei Cristiano Popolari   | Michele Marini Accede al ballottaggio   | 6.921                       | 24,18 | 417                     | 1,51   | -     |       |
| Terzo Polo                           | Michele Marini Accede al ballottaggio   | 6.921                       | 24,18 | 366                     | 1,33   | -     |       |
| Seggio al candidato sindaco          | Seggio al candidato sindaco             | Seggio al candidato sindaco | 24,18 | 1                       |        |       |       |
|                                      | Domenico Marzi                          | 6.541                       | 22,85 | Marzi Sindaco           | 2.856  | 10,37 | 3     |
| Partito Socialista Italiano          | Domenico Marzi                          | 6.541                       | 22,85 | 2.596                   | 9,42   | 2     |       |
| Italia dei Valori                    | Domenico Marzi                          | 6.541                       | 22,85 | 933                     | 3,39   | -     |       |
| Seggio al candidato sindaco          | Seggio al candidato sindaco             | Seggio al candidato sindaco | 22,85 | 1                       |        |       |       |
|                                      | Marina Kovari                           | 949                         | 3,31  | Frosinone Bene Comune   | 328    | 1,19  | -     |
| Sinistra Ecologia Libertà            | Marina Kovari                           | 949                         | 3,31  | 321                     | 1,17   | -     |       |
| Partito della Rifondazione Comunista | Marina Kovari                           | 949                         | 3,31  | 145                     | 0,53   | -     |       |
|                                      | Enrica Segneri                          | 671                         | 2,34  | Movimento 5 Stelle      | 375    | 1,36  | -     |
|                                      | Giuseppina Bonaviri                     | 665                         | 2,32  | Bonaviri Sindaco        | 311    | 1,13  | -     |
| Nuove Idee                           | Giuseppina Bonaviri                     | 665                         | 2,32  | 115                     | 0,42   | -     |       |
|                                      | Sergio Arduini                          | 134                         | 0,47  | Fiamma Frusino          | 72     | 0,26  | -     |
|                                      | Alfredo Scaccia                         | 41                          | 0,14  | Gente Comune            | 3      | 0,01  | -     |
| Totale                               | Totale                                  | 28.628                      |       |                         | 27.552 |       | 32    |

Ballottaggio
| Candidati | Candidati                   | Voti   | %     |
| --------- | --------------------------- | ------ | ----- |
|           | Nicola Ottaviani ✔️ Sindaco | 12.577 | 53,12 |
|           | Michele Marini              | 11.099 | 46,88 |
| Totale    | Totale                      | 23.676 |       |

#### Rieti
| Candidati                            | Candidati                                | Voti                        | %     | Liste                   | Voti   | %     | Seggi |
| ------------------------------------ | ---------------------------------------- | --------------------------- | ----- | ----------------------- | ------ | ----- | ----- |
|                                      | Simone Petrangeli Accede al ballottaggio | 12.557                      | 42,84 | Partito Democratico     | 3.288  | 11,84 | 7     |
| Mettici del Tuo                      | Simone Petrangeli Accede al ballottaggio | 12.557                      | 42,84 | 1.860                   | 6,70   | 3     |       |
| Alleanza per Rieti                   | Simone Petrangeli Accede al ballottaggio | 12.557                      | 42,84 | 1.405                   | 5,06   | 3     |       |
| Sinistra Ecologia Libertà            | Simone Petrangeli Accede al ballottaggio | 12.557                      | 42,84 | 1.305                   | 4,70   | 2     |       |
| Federazione della Sinistra           | Simone Petrangeli Accede al ballottaggio | 12.557                      | 42,84 | 1.136                   | 4,09   | 2     |       |
| Partito Socialista Italiano          | Simone Petrangeli Accede al ballottaggio | 12.557                      | 42,84 | 968                     | 3,48   | 2     |       |
| Italia dei Valori                    | Simone Petrangeli Accede al ballottaggio | 12.557                      | 42,84 | 883                     | 3,18   | 1     |       |
|                                      | Antonio Perelli Accede al ballottaggio   | 7.940                       | 27,09 | Il Popolo della Libertà | 4.073  | 14,66 | 3     |
| Perelli Sindaco                      | Antonio Perelli Accede al ballottaggio   | 7.940                       | 27,09 | 2.864                   | 10,31  | 2     |       |
| Città Nuove                          | Antonio Perelli Accede al ballottaggio   | 7.940                       | 27,09 | 1.137                   | 4,09   | 1     |       |
| Partito Repubblicano Italiano - MDLF | Antonio Perelli Accede al ballottaggio   | 7.940                       | 27,09 | 514                     | 1,85   | -     |       |
| Fiamma Tricolore                     | Antonio Perelli Accede al ballottaggio   | 7.940                       | 27,09 | 156                     | 0,56   | -     |       |
| Seggio al candidato sindaco          | Seggio al candidato sindaco              | Seggio al candidato sindaco | 27,09 | 1                       |        |       |       |
|                                      | Silvio Gherardi                          | 6.361                       | 21,70 | Unione di Centro        | 3.258  | 11,73 | 3     |
| Rilancio                             | Silvio Gherardi                          | 6.361                       | 21,70 | 1.514                   | 5,45   | 1     |       |
| Rieti al Centro                      | Silvio Gherardi                          | 6.361                       | 21,70 | 726                     | 2,61   | -     |       |
| Incontro Democratico                 | Silvio Gherardi                          | 6.361                       | 21,70 | 545                     | 1,96   | -     |       |
| Alleanza di Centro                   | Silvio Gherardi                          | 6.361                       | 21,70 | 106                     | 0,38   | -     |       |
| Seggio al candidato sindaco          | Seggio al candidato sindaco              | Seggio al candidato sindaco | 21,70 | 1                       |        |       |       |
|                                      | Domenico Mareri                          | 790                         | 2,70  | Nati per Rieti          | 516    | 1,86  | -     |
| Movimento per le Autonomie           | Domenico Mareri                          | 790                         | 2,70  | 227                     | 0,82   | -     |       |
|                                      | Antonio Emili                            | 746                         | 2,55  | La Destra               | 608    | 2,19  | -     |
| Grande Sud                           | Antonio Emili                            | 746                         | 2,55  | 68                      | 0,24   | -     |       |
|                                      | Paola Rita Nives Cuzzocrea               | 732                         | 2,50  | Rieti Virtuosa          | 345    | 1,24  | -     |
| Rieti Superstar                      | Paola Rita Nives Cuzzocrea               | 732                         | 2,50  | 198                     | 0,71   | -     |       |
|                                      | Alessio Angelucci                        | 182                         | 0,62  | Rieti Migliore          | 78     | 0,28  | -     |
| Totale                               | Totale                                   | 29.308                      |       |                         | 27.778 |       | 32    |

Ballottaggio
| Candidati | Candidati                    | Voti   | %     |
| --------- | ---------------------------- | ------ | ----- |
|           | Simone Petrangeli ✔️ Sindaco | 15.883 | 67,17 |
|           | Antonio Perelli              | 7.762  | 32,83 |
| Totale    | Totale                       | 23.645 |       |

### Abruzzo

#### L'Aquila
| Candidati                                                       | Candidati                                 | Voti                        | %     | Liste                         | Voti   | %     | Seggi |
| --------------------------------------------------------------- | ----------------------------------------- | --------------------------- | ----- | ----------------------------- | ------ | ----- | ----- |
|                                                                 | Massimo Cialente Accede al ballottaggio   | 17.421                      | 40,58 | Partito Democratico           | 6.593  | 16,20 | 9     |
| Alleanza per l'Italia                                           | Massimo Cialente Accede al ballottaggio   | 17.421                      | 40,58 | 2.274                         | 5,58   | 3     |       |
| Cattolici Democratici per L'Aquila                              | Massimo Cialente Accede al ballottaggio   | 17.421                      | 40,58 | 2.161                         | 5,31   | 2     |       |
| Socialisti Riformisti per L'Aquila                              | Massimo Cialente Accede al ballottaggio   | 17.421                      | 40,58 | 1.712                         | 4,20   | 2     |       |
| Federazione della Sinistra                                      | Massimo Cialente Accede al ballottaggio   | 17.421                      | 40,58 | 1.217                         | 2,99   | 1     |       |
| Sinistra Ecologia Libertà                                       | Massimo Cialente Accede al ballottaggio   | 17.421                      | 40,58 | 1.117                         | 2,74   | 1     |       |
|                                                                 | Giorgio De Matteis Accede al ballottaggio | 12.783                      | 29,78 | Movimento per le Autonomie    | 4.609  | 11,32 | 3     |
| Unione di Centro                                                | Giorgio De Matteis Accede al ballottaggio | 12.783                      | 29,78 | 3.337                         | 8,20   | 2     |       |
| Prospettiva 2022                                                | Giorgio De Matteis Accede al ballottaggio | 12.783                      | 29,78 | 1.296                         | 3,18   | 1     |       |
| Tutti per l'Aquila                                              | Giorgio De Matteis Accede al ballottaggio | 12.783                      | 29,78 | 1.182                         | 2,90   | 1     |       |
| Popolari UDEUR                                                  | Giorgio De Matteis Accede al ballottaggio | 12.783                      | 29,78 | 1.159                         | 2,84   | -     |       |
| L'Aquila Città Unita (Noi L'Aquila - Ecologisti e Reti Civiche) | Giorgio De Matteis Accede al ballottaggio | 12.783                      | 29,78 | 1.121                         | 2,75   | -     |       |
| I Castelli con L'Aquila                                         | Giorgio De Matteis Accede al ballottaggio | 12.783                      | 29,78 | 900                           | 2,21   | -     |       |
| Seggio al candidato sindaco                                     | Seggio al candidato sindaco               | Seggio al candidato sindaco | 29,78 | 1                             |        |       |       |
|                                                                 | Pierluigi Properzi                        | 3.522                       | 8,21  | Il Popolo della Libertà       | 3.447  | 8,47  | 1     |
| Domani L'Aquila                                                 | Pierluigi Properzi                        | 3.522                       | 8,21  | 835                           | 2,05   | -     |       |
| Seggio al candidato sindaco                                     | Seggio al candidato sindaco               | Seggio al candidato sindaco | 8,21  | 1                             |        |       |       |
|                                                                 | Angelo Mancini                            | 2.714                       | 6,32  | Italia dei Valori (A)         | 1.382  | 3,39  | 1     |
| L'Aquila Oggi (B)                                               | Angelo Mancini                            | 2.714                       | 6,32  | 1.012                         | 2,48   | -     |       |
| Seggio al candidato sindaco                                     | Seggio al candidato sindaco               | Seggio al candidato sindaco | 6,32  | 1                             |        |       |       |
|                                                                 | Vincenzo Vittorini                        | 2.459                       | 5,73  | L'Aquila che Vogliamo         | 1.582  | 3,88  | 1     |
|                                                                 | ettore di Cesare                          | 2.147                       | 5,00  | Cambia Musica                 | 875    | 2,15  | -     |
| In Comune                                                       | ettore di Cesare                          | 2.147                       | 5,00  | 857                           | 2,10   | -     |       |
| Seggio al candidato sindaco                                     | Seggio al candidato sindaco               | Seggio al candidato sindaco | 5,00  | 1                             |        |       |       |
|                                                                 | enrico Verini                             | 1.129                       | 2,63  | Futuro e Libertà per l'Italia | 1.509  | 3,70  | -     |
|                                                                 | Rosetta Enza Blundo                       | 750                         | 1,75  | Movimento 5 Stelle            | 510    | 1,25  | -     |
| Totale                                                          | Totale                                    | 42.925                      | 100   |                               | 40.687 | 100   | 32    |

- Le liste contrassegnate con le lettere A e B sono apparentate al secondo turno con il candidato sindaco Massimo Cialente.

Ballottaggio
| Candidati | Candidati                   | Voti   | %     |
| --------- | --------------------------- | ------ | ----- |
|           | Massimo Cialente ✔️ Sindaco | 20.495 | 59,20 |
|           | Giorgio De Matteis          | 14.125 | 40,80 |
| Totale    | Totale                      | 34.620 | 100   |

### Molise

#### Isernia
| Candidati                     | Candidati                          | Voti                        | %     | Liste                   | Voti   | %     | Seggi |
| ----------------------------- | ---------------------------------- | --------------------------- | ----- | ----------------------- | ------ | ----- | ----- |
|                               | Rosa Iorio Accede al ballottaggio  | 6.641                       | 45,79 | Il Popolo della Libertà | 2.393  | 16,90 | 6     |
| Alleanza per il Molise        | Rosa Iorio Accede al ballottaggio  | 6.641                       | 45,79 | 1.594                   | 11,26  | 4     |       |
| Unione di Centro              | Rosa Iorio Accede al ballottaggio  | 6.641                       | 45,79 | 1.258                   | 8,88   | 3     |       |
| Progetto Molise               | Rosa Iorio Accede al ballottaggio  | 6.641                       | 45,79 | 1.081                   | 7,63   | 3     |       |
| Alleanza di Centro            | Rosa Iorio Accede al ballottaggio  | 6.641                       | 45,79 | 912                     | 6,44   | 2     |       |
| Popolari UDEUR                | Rosa Iorio Accede al ballottaggio  | 6.641                       | 45,79 | 560                     | 3,95   | 1     |       |
| Grande Sud                    | Rosa Iorio Accede al ballottaggio  | 6.641                       | 45,79 | 374                     | 2,64   | 1     |       |
| Partito Pensionati            | Rosa Iorio Accede al ballottaggio  | 6.641                       | 45,79 | 136                     | 0,96   | -     |       |
| Seggio al candidato sindaco   | Seggio al candidato sindaco        | Seggio al candidato sindaco | 45,79 | 1                       |        |       |       |
|                               | Ugo De Vivo Accede al ballottaggio | 4.416                       | 30,45 | Partito Democratico     | 1.240  | 8,76  | 3     |
| Italia dei Valori             | Ugo De Vivo Accede al ballottaggio | 4.416                       | 30,45 | 950                     | 6,71   | 3     |       |
| Isernia che Vorrei            | Ugo De Vivo Accede al ballottaggio | 4.416                       | 30,45 | 516                     | 3,64   | 1     |       |
| Sinistra Ecologia Libertà     | Ugo De Vivo Accede al ballottaggio | 4.416                       | 30,45 | 436                     | 3,08   | 1     |       |
| Federazione della Sinistra    | Ugo De Vivo Accede al ballottaggio | 4.416                       | 30,45 | 154                     | 1,09   | -     |       |
| Partito Socialista Italiano   | Ugo De Vivo Accede al ballottaggio | 4.416                       | 30,45 | 44                      | 0,31   | -     |       |
|                               | Raffaele Mauro                     | 1.684                       | 11,61 | Mauro Sindaco           | 984    | 6,95  | 2     |
| Futuro e Libertà per l'Italia | Raffaele Mauro                     | 1.684                       | 11,61 | 381                     | 2,69   | -     |       |
| Seggio al candidato sindaco   | Seggio al candidato sindaco        | Seggio al candidato sindaco | 11,61 | 1                       |        |       |       |
|                               | ennio Mazzocco                     | 585                         | 4,03  | Coscienza Civica        | 403    | 2,85  | -     |
|                               | Giuseppe Laurelli                  | 538                         | 3,71  | Isernia Viva            | 346    | 2,44  | -     |
|                               | Giovanni D'Uva                     | 460                         | 3,17  | D'Uva Sindaco           | 302    | 2,13  | -     |
|                               | Giovanni Muccio                    | 179                         | 1,23  | Guerriero Sannita       | 97     | 0,68  | -     |
| Totale                        | Totale                             | 14.503                      |       |                         | 14.161 |       | 32    |

Ballottaggio
| Candidati | Candidati              | Voti   | %     |
| --------- | ---------------------- | ------ | ----- |
|           | Ugo De Vivo ✔️ Sindaco | 6.946  | 57,37 |
|           | Rosa Iorio             | 5.161  | 42,63 |
| Totale    | Totale                 | 12.107 |       |

### Puglia

#### Brindisi
| Candidati                                 | Candidati                   | Voti                        | %     | Liste                   | Voti   | %     | Seggi |
| ----------------------------------------- | --------------------------- | --------------------------- | ----- | ----------------------- | ------ | ----- | ----- |
|                                           | Cosimo Consales ✔️ Sindaco  | 26.938                      | 53,16 | Partito Democratico     | 8.367  | 17,08 | 6     |
| Noi Centro                                | Cosimo Consales ✔️ Sindaco  | 26.938                      | 53,16 | 4.392                   | 8,96   | 3     |       |
| Unione di Centro                          | Cosimo Consales ✔️ Sindaco  | 26.938                      | 53,16 | 4.080                   | 8,33   | 3     |       |
| Partito Repubblicano Italiano             | Cosimo Consales ✔️ Sindaco  | 26.938                      | 53,16 | 3.191                   | 6,51   | 2     |       |
| Progettiamo Brindisi                      | Cosimo Consales ✔️ Sindaco  | 26.938                      | 53,16 | 2.931                   | 5,98   | 2     |       |
| Sinistra Ecologia Libertà - Lista civica  | Cosimo Consales ✔️ Sindaco  | 26.938                      | 53,16 | 2.686                   | 5,48   | 2     |       |
| Alleanza per l'Italia                     | Cosimo Consales ✔️ Sindaco  | 26.938                      | 53,16 | 2.448                   | 4,99   | 2     |       |
| Ecologisti e Reti Civiche                 | Cosimo Consales ✔️ Sindaco  | 26.938                      | 53,16 | 172                     | 0,35   | -     |       |
|                                           | Mauro D'Attis               | 13.012                      | 25,68 | Il Popolo della Libertà | 4.357  | 8,89  | 3     |
| Futuro e Libertà per l'Italia             | Mauro D'Attis               | 13.012                      | 25,68 | 2.528                   | 5,16   | 2     |       |
| Avanti Veloce                             | Mauro D'Attis               | 13.012                      | 25,68 | 2.040                   | 4,16   | 1     |       |
| La Puglia Prima di Tutto                  | Mauro D'Attis               | 13.012                      | 25,68 | 1.750                   | 3,57   | 1     |       |
| Regione Salento (MPA - MPS)               | Mauro D'Attis               | 13.012                      | 25,68 | 1.097                   | 2,24   | 1     |       |
| Insieme per la Città                      | Mauro D'Attis               | 13.012                      | 25,68 | 906                     | 1,85   | -     |       |
| Alleanza di Centro - Democrazia Cristiana | Mauro D'Attis               | 13.012                      | 25,68 | 172                     | 0,35   | -     |       |
| Seggio al candidato sindaco               | Seggio al candidato sindaco | Seggio al candidato sindaco | 25,68 | 1                       |        |       |       |
|                                           | Giovanni Brigante           | 4.199                       | 8,28  | Sviluppo e Lavoro       | 1.957  | 3,99  | -     |
| La Puglia per Vendola                     | Giovanni Brigante           | 4.199                       | 8,28  | 717                     | 1,46   | -     |       |
| Cultura Popolare                          | Giovanni Brigante           | 4.199                       | 8,28  | 159                     | 0,32   | -     |       |
| Seggio al candidato sindaco               | Seggio al candidato sindaco | Seggio al candidato sindaco | 8,28  | 1                       |        |       |       |
|                                           | Roberto Fusco               | 3.387                       | 6,68  | Sì Fusco Sindaco        | 1.584  | 3,23  | -     |
| Italia dei Valori                         | Roberto Fusco               | 3.387                       | 6,68  | 674                     | 1,37   | -     |       |
| Federazione della Sinistra                | Roberto Fusco               | 3.387                       | 6,68  | 465                     | 0,94   | -     |       |
| Seggio al candidato sindaco               | Seggio al candidato sindaco | Seggio al candidato sindaco | 6,68  | 1                       |        |       |       |
|                                           | Riccardo Rossi              | 3.132                       | 6,18  | Brindisi Bene Comune    | 2.294  | 4.68  | 1     |
| Totale                                    | Totale                      | 36.051                      |       |                         | 31.823 |       | 32    |

#### Lecce
| Candidati                                | Candidati                   | Voti                        | %     | Liste                            | Voti   | %     | Seggi |
| ---------------------------------------- | --------------------------- | --------------------------- | ----- | -------------------------------- | ------ | ----- | ----- |
|                                          | Paolo Perrone ✔️ Sindaco    | 35.888                      | 64,30 | Il Popolo della Libertà          | 15.104 | 27,83 | 10    |
| Città del Mondo                          | Paolo Perrone ✔️ Sindaco    | 35.888                      | 64,30 | 5.724                            | 10,54  | 4     |       |
| Grande Lecce                             | Paolo Perrone ✔️ Sindaco    | 35.888                      | 64,30 | 4.488                            | 8,26   | 3     |       |
| La Puglia Prima di Tutto                 | Paolo Perrone ✔️ Sindaco    | 35.888                      | 64,30 | 3.801                            | 7,00   | 2     |       |
| Io Sud                                   | Paolo Perrone ✔️ Sindaco    | 35.888                      | 64,30 | 2.800                            | 5,15   | 2     |       |
| Futuro e Libertà per l'Italia            | Paolo Perrone ✔️ Sindaco    | 35.888                      | 64,30 | 2.706                            | 4,98   | 1     |       |
| Regione Salento                          | Paolo Perrone ✔️ Sindaco    | 35.888                      | 64,30 | 1.826                            | 3,36   | 1     |       |
| Per Lecce Città d'Arte                   | Paolo Perrone ✔️ Sindaco    | 35.888                      | 64,30 | 130                              | 0,23   | -     |       |
|                                          | Loredana Capone             | 14.425                      | 25,84 | Partito Democratico              | 5.738  | 10,57 | 4     |
| Lecce Bene Comune                        | Loredana Capone             | 14.425                      | 25,84 | 2.511                            | 4,62   | 2     |       |
| Loredana per Lecce                       | Loredana Capone             | 14.425                      | 25,84 | 2.233                            | 4,11   | 1     |       |
| Lecce Democratica                        | Loredana Capone             | 14.425                      | 25,84 | 1.210                            | 2,22   | -     |       |
| Italia dei Valori                        | Loredana Capone             | 14.425                      | 25,84 | 1.059                            | 1,95   | -     |       |
| Partito Socialista Italiano              | Loredana Capone             | 14.425                      | 25,84 | 464                              | 0,85   | -     |       |
| Valori e Sviluppo                        | Loredana Capone             | 14.425                      | 25,84 | 155                              | 0,28   | -     |       |
| Seggio al candidato sindaco              | Seggio al candidato sindaco | Seggio al candidato sindaco | 25,84 | 1                                |        |       |       |
|                                          | Luigi Melica                | 2.585                       | 4,63  | Unione di Centro                 | 2.180  | 4,01  | -     |
| Alleanza di Centro - Moderati e Popolari | Luigi Melica                | 2.585                       | 4,63  | 319                              | 0,58   | -     |       |
| Seggio al candidato sindaco              | Seggio al candidato sindaco | Seggio al candidato sindaco | 4,63  | 1                                |        |       |       |
|                                          | Maurizio Buccarella         | 2.400                       | 4,30  | Movimento 5 Stelle               | 1.456  | 2,68  | -     |
|                                          | Antonio Capone              | 348                         | 0,62  | Verso Lecce                      | 282    | 0,51  | -     |
|                                          | Andrea Valerini             | 167                         | 0,29  | Partito di Alternativa Comunista | 85     | 0,15  | -     |
| Totale                                   | Totale                      | 55.813                      |       |                                  | 54.271 |       | 32    |

#### Taranto
| Candidati                                           | Candidati                              | Voti                        | %     | Liste                         | Voti   | %     | Seggi |
| --------------------------------------------------- | -------------------------------------- | --------------------------- | ----- | ----------------------------- | ------ | ----- | ----- |
|                                                     | Ippazio Stefano Accede al ballottaggio | 51.053                      | 49,52 | Partito Democratico           | 15.288 | 16,04 | 7     |
| Sviluppo Democrazia Solidarietà                     | Ippazio Stefano Accede al ballottaggio | 51.053                      | 49,52 | 11.669                        | 12,24  | 5     |       |
| Sinistra Ecologia Libertà                           | Ippazio Stefano Accede al ballottaggio | 51.053                      | 49,52 | 5.964                         | 6,26   | 2     |       |
| Unione di Centro                                    | Ippazio Stefano Accede al ballottaggio | 51.053                      | 49,52 | 5.636                         | 5,91   | 2     |       |
| Partito Socialista Italiano - La Puglia per Vendola | Ippazio Stefano Accede al ballottaggio | 51.053                      | 49,52 | 4.356                         | 4,57   | 2     |       |
| Ambiente e Lavoro                                   | Ippazio Stefano Accede al ballottaggio | 51.053                      | 49,52 | 3.882                         | 4,07   | 1     |       |
| Alleanza per l'Italia                               | Ippazio Stefano Accede al ballottaggio | 51.053                      | 49,52 | 2.692                         | 2,82   | 1     |       |
| Italia dei Valori                                   | Ippazio Stefano Accede al ballottaggio | 51.053                      | 49,52 | 2.407                         | 2,52   | 1     |       |
| Popolari UDEUR                                      | Ippazio Stefano Accede al ballottaggio | 51.053                      | 49,52 | 484                           | 0,50   | -     |       |
|                                                     | Mario Cito Accede al ballottaggio      | 19.518                      | 18,93 | Lega d'Azione Meridionale     | 13.080 | 13,73 | 5     |
| La Destra                                           | Mario Cito Accede al ballottaggio      | 19.518                      | 18,93 | 1.072                         | 1,12   | -     |       |
| Uniti per Taranto                                   | Mario Cito Accede al ballottaggio      | 19.518                      | 18,93 | 1.006                         | 1,05   | -     |       |
| Giovani in Azione                                   | Mario Cito Accede al ballottaggio      | 19.518                      | 18,93 | 670                           | 0,70   | -     |       |
| Taranto in Discussione                              | Mario Cito Accede al ballottaggio      | 19.518                      | 18,93 | 423                           | 0,44   | -     |       |
| Fiamma Tricolore                                    | Mario Cito Accede al ballottaggio      | 19.518                      | 18,93 | 271                           | 0,28   | -     |       |
| Seggio al candidato sindaco                         | Seggio al candidato sindaco            | Seggio al candidato sindaco | 18,93 | 1                             |        |       |       |
|                                                     | Angelo Bonelli                         | 12.277                      | 11,91 | Rinascere                     | 2.226  | 2,33  | 1     |
| Ecologisti e Reti Civiche                           | Angelo Bonelli                         | 12.277                      | 11,91 | 2.101                         | 2,20   | -     |       |
| Aria Pulita                                         | Angelo Bonelli                         | 12.277                      | 11,91 | 1.901                         | 1,99   | -     |       |
| Mamme per Taranto                                   | Angelo Bonelli                         | 12.277                      | 11,91 | 538                           | 0,56   | -     |       |
| Rinnoviamo Insieme                                  | Angelo Bonelli                         | 12.277                      | 11,91 | 475                           | 0,49   | -     |       |
| Seggio al candidato sindaco                         | Seggio al candidato sindaco            | Seggio al candidato sindaco | 11,91 | 1                             |        |       |       |
|                                                     | Filippo Condemi                        | 7.329                       | 7,11  | Il Popolo della Libertà       | 6.515  | 6,83  | 1     |
| La Puglia Prima di Tutto                            | Filippo Condemi                        | 7.329                       | 7,11  | 961                           | 1,00   | -     |       |
| Seggio al candidato sindaco                         | Seggio al candidato sindaco            | Seggio al candidato sindaco | 7,11  | 1                             |        |       |       |
|                                                     | Dante Capriulo                         | 3.965                       | 3,84  | Noi Democratici               | 1.913  | 2,00  | -     |
| Movimento Jonico per la Legalità                    | Dante Capriulo                         | 3.965                       | 3,84  | 827                           | 0,86   | -     |       |
| Partito della Rifondazione Comunista                | Dante Capriulo                         | 3.965                       | 3,84  | 725                           | 0,76   | -     |       |
| Seggio al candidato sindaco                         | Seggio al candidato sindaco            | Seggio al candidato sindaco | 3,84  | 1                             |        |       |       |
|                                                     | Massimiliano Di Cuia                   | 2.607                       | 2,52  | Io Sud                        | 2.417  | 2,53  | -     |
|                                                     | Alessandro Furnari                     | 2.155                       | 2,09  | Movimento 5 Stelle            | 1.776  | 1,86  | -     |
|                                                     | Cosimo Festinante                      | 1.834                       | 1,77  | Galaesus                      | 1.851  | 1,94  | -     |
|                                                     | Patrizio Mazza                         | 1.201                       | 1,16  | Cambiamo Taranto              | 1.057  | 1,10  | -     |
|                                                     | Felicia Bitritto                       | 640                         | 0,62  | Movimento Politico Schittulli | 506    | 0,53  | -     |
|                                                     | Luigi Albisinni                        | 497                         | 0,48  | Taranto C'è                   | 570    | 0,59  | -     |
| Totale                                              | Totale                                 | 103.076                     | 100   |                               | 95.259 | 100   | 32    |

Ballottaggio
| Candidati | Candidati                  | Voti   | %     |
| --------- | -------------------------- | ------ | ----- |
|           | Ippazio Stefano ✔️ Sindaco | 51.239 | 69,67 |
|           | Mario Cito                 | 22.305 | 30,33 |
| Totale    | Totale                     | 73.544 |       |

#### Trani
| Candidati                     | Candidati                                     | Voti                        | %     | Liste                   | Voti   | %     | Seggi |
| ----------------------------- | --------------------------------------------- | --------------------------- | ----- | ----------------------- | ------ | ----- | ----- |
|                               | Luigi Nicola Riserbato Accede al ballottaggio | 15.851                      | 45,58 | Il Popolo della Libertà | 9.615  | 28,56 | 12    |
| La Puglia Prima di Tutto      | Luigi Nicola Riserbato Accede al ballottaggio | 15.851                      | 45,58 | 3.815                   | 11,33  | 4     |       |
| Movimento Politico Schittulli | Luigi Nicola Riserbato Accede al ballottaggio | 15.851                      | 45,58 | 1.911                   | 5,68   | 2     |       |
| Alleanza di Centro            | Luigi Nicola Riserbato Accede al ballottaggio | 15.851                      | 45,58 | 979                     | 2,91   | 1     |       |
| Trani Libera                  | Luigi Nicola Riserbato Accede al ballottaggio | 15.851                      | 45,58 | 868                     | 2,58   | 1     |       |
| Prima di Tutto Trani          | Luigi Nicola Riserbato Accede al ballottaggio | 15.851                      | 45,58 | 544                     | 1,62   | -     |       |
| Forza Trani                   | Luigi Nicola Riserbato Accede al ballottaggio | 15.851                      | 45,58 | 530                     | 1,57   | -     |       |
| Cristiano Riformisti          | Luigi Nicola Riserbato Accede al ballottaggio | 15.851                      | 45,58 | 219                     | 0,65   | -     |       |
|                               | Ugo Operamolla Accede al ballottaggio         | 10.038                      | 28,87 | Unione di Centro        | 2.791  | 8,29  | 3     |
| Partito Democratico           | Ugo Operamolla Accede al ballottaggio         | 10.038                      | 28,87 | 2.148                   | 6,38   | 2     |       |
| Federazione dei Verdi         | Ugo Operamolla Accede al ballottaggio         | 10.038                      | 28,87 | 974                     | 2,89   | 1     |       |
| Sinistra Ecologia Libertà     | Ugo Operamolla Accede al ballottaggio         | 10.038                      | 28,87 | 847                     | 2,52   | 1     |       |
| Trani Mo'                     | Ugo Operamolla Accede al ballottaggio         | 10.038                      | 28,87 | 726                     | 2,16   | -     |       |
| Futuro e Libertà per l'Italia | Ugo Operamolla Accede al ballottaggio         | 10.038                      | 28,87 | 726                     | 2,16   | -     |       |
| Italia dei Valori             | Ugo Operamolla Accede al ballottaggio         | 10.038                      | 28,87 | 396                     | 1,18   | -     |       |
| Trani Futura                  | Ugo Operamolla Accede al ballottaggio         | 10.038                      | 28,87 | 387                     | 1,15   | -     |       |
| Seggio al candidato sindaco   | Seggio al candidato sindaco                   | Seggio al candidato sindaco | 28,87 | 1                       |        |       |       |
|                               | Fabrizio Ferrante                             | 5.476                       | 15,75 | Uniti per Ferrante      | 2.624  | 7,79  | 2     |
| Federazione della Sinistra    | Fabrizio Ferrante                             | 5.476                       | 15,75 | 397                     | 1,18   | -     |       |
| Alleanza per l'Italia         | Fabrizio Ferrante                             | 5.476                       | 15,75 | 300                     | 0,89   | -     |       |
| La Buona Politica             | Fabrizio Ferrante                             | 5.476                       | 15,75 | 237                     | 0,70   | -     |       |
| Partito Repubblicano Italiano | Fabrizio Ferrante                             | 5.476                       | 15,75 | 70                      | 0,21   | -     |       |
| Seggio al candidato sindaco   | Seggio al candidato sindaco                   | Seggio al candidato sindaco | 15,75 | 1                       |        |       |       |
|                               | Domenico Triminì                              | 1.264                       | 3,64  | Democrazia Cristiana    | 1.293  | 3,84  | 1     |
|                               | Domenico Briguglio                            | 1.193                       | 3,43  | Obiettivo Comune        | 672    | 2,00  | -     |
|                               | Paolo Nugnes                                  | 951                         | 2,73  | Movimento 5 Stelle      | 5,97   | 1,77  | -     |
| Totale                        | Totale                                        | 34.773                      |       |                         | 33.666 |       | 32    |

Ballottaggio
| Candidati | Candidati                         | Voti   | %     |
| --------- | --------------------------------- | ------ | ----- |
|           | Luigi Nicola Riserbato ✔️ Sindaco | 12.664 | 50,79 |
|           | Ugo Operamolla                    | 12.269 | 49,21 |
| Totale    | Totale                            | 24.933 |       |

### Calabria

#### Catanzaro
In data 22 novembre 2012, il TAR Calabria ha annullato i verbali di proclamazione del Sindaco e del Consiglio Comunale e ha contestualmente disposto il ritorno alle urne in otto sezioni elettorali; in tali sezioni, le operazioni elettorali si sono ripetute il 20 e 21 gennaio 2013. A seguito della consultazione, Abramo, già proclamato eletto al primo turno con il 50,23% dei voti, si è confermato vincitore con il 50,62% (i dati seguenti sono i risultati definitivi).
| Candidati                                               | Candidati                   | Voti                        | %     | Liste                            | Voti   | %     | Seggi |
| ------------------------------------------------------- | --------------------------- | --------------------------- | ----- | -------------------------------- | ------ | ----- | ----- |
|                                                         | Sergio Abramo ✔️ Sindaco    | 28.835                      | 50,62 | Catanzaro da Vivere              | 7.493  | 13,63 | 5     |
| Il Popolo della Libertà                                 | Sergio Abramo ✔️ Sindaco    | 28.835                      | 50,62 | 6.917                            | 12,58  | 4     |       |
| Scopelliti Presidente                                   | Sergio Abramo ✔️ Sindaco    | 28.835                      | 50,62 | 5.298                            | 9,64   | 3     |       |
| Con Sergio Abramo                                       | Sergio Abramo ✔️ Sindaco    | 28.835                      | 50,62 | 4.400                            | 8,00   | 3     |       |
| Per Catanzaro                                           | Sergio Abramo ✔️ Sindaco    | 28.835                      | 50,62 | 4.214                            | 7,66   | 3     |       |
| Alleanza di Centro                                      | Sergio Abramo ✔️ Sindaco    | 28.835                      | 50,62 | 3.257                            | 5,92   | 2     |       |
| Partito Repubblicano Italiano - Nuovo PSI - UDEUR       | Sergio Abramo ✔️ Sindaco    | 28.835                      | 50,62 | 515                              | 0,94   | -     |       |
| Alleanza per l'Italia                                   | Sergio Abramo ✔️ Sindaco    | 28.835                      | 50,62 | 326                              | 0,59   | -     |       |
|                                                         | Salvatore Scalzo            | 24.210                      | 42,50 | Partito Democratico              | 5.664  | 10,30 | 4     |
| Svolta Democratica                                      | Salvatore Scalzo            | 24.210                      | 42,50 | 3.614                            | 6,57   | 3     |       |
| Il Bene in Comune                                       | Salvatore Scalzo            | 24.210                      | 42,50 | 2.094                            | 3,81   | 1     |       |
| Primavera a Catanzaro                                   | Salvatore Scalzo            | 24.210                      | 42,50 | 1.799                            | 3,27   | 1     |       |
| Sinistra Ecologia Libertà                               | Salvatore Scalzo            | 24.210                      | 42,50 | 1.569                            | 2,85   | -     |       |
| Partito Socialista Italiano - Ecologisti e Reti Civiche | Salvatore Scalzo            | 24.210                      | 42,50 | 1.491                            | 2,71   | -     |       |
| Italia dei Valori                                       | Salvatore Scalzo            | 24.210                      | 42,50 | 1.486                            | 2,70   | -     |       |
| Federazione della Sinistra                              | Salvatore Scalzo            | 24.210                      | 42,50 | 361                              | 0,66   | -     |       |
| Seggio al candidato sindaco                             | Seggio al candidato sindaco | Seggio al candidato sindaco | 42,50 | 1                                |        |       |       |
|                                                         | Giuseppe Celi               | 3.175                       | 5,57  | Unione di Centro                 | 1.825  | 3,32  | 1     |
| MPA - Autonomia e Diritti                               | Giuseppe Celi               | 3.175                       | 5,57  | 1.131                            | 2,06   | -     |       |
| La Città di Tutti                                       | Giuseppe Celi               | 3.175                       | 5,57  | 738                              | 1,34   | -     |       |
| Polo di Centro                                          | Giuseppe Celi               | 3.175                       | 5,57  | 263                              | 0,48   | -     |       |
| Futuro e Libertà per l'Italia - Celi Sindaco            | Giuseppe Celi               | 3.175                       | 5,57  | 101                              | 0,18   | -     |       |
| Seggio al candidato sindaco                             | Seggio al candidato sindaco | Seggio al candidato sindaco | 5,57  | 1                                |        |       |       |
|                                                         | elio Mauro                  | 559                         | 0,98  | Elio Mauro Sindaco               | 355    | 0,65  | -     |
|                                                         | Antonio Carpino             | 184                         | 0,32  | Partito Comunista dei Lavoratori | 75     | 0,14  | -     |
| Totale                                                  | Totale                      | 56.963                      |       |                                  | 54.986 |       | 32    |

### Sicilia

#### Agrigento
| Candidati                     | Candidati                                | Voti   | %     | Liste                        | Voti   | %     | Seggi |
| ----------------------------- | ---------------------------------------- | ------ | ----- | ---------------------------- | ------ | ----- | ----- |
|                               | Marco Zambuto Accede al ballottaggio     | 12.341 | 39,71 | Patto per il Territorio      | 4.823  | 13,83 | 5     |
| Unione di Centro              | Marco Zambuto Accede al ballottaggio     | 12.341 | 39,71 | 4.200                        | 12,04  | 4     |       |
|                               | Salvatore Pennica Accede al ballottaggio | 6.893  | 22,18 | Il Popolo della Libertà      | 5.170  | 14,82 | 5     |
| Grande Sud                    | Salvatore Pennica Accede al ballottaggio | 6.893  | 22,18 | 3.844                        | 11,02  | 4     |       |
| Cantiere Popolare             | Salvatore Pennica Accede al ballottaggio | 6.893  | 22,18 | 2.147                        | 6,15   | 2     |       |
| Epolis                        | Salvatore Pennica Accede al ballottaggio | 6.893  | 22,18 | 1.549                        | 4,44   | -     |       |
|                               | Maria Lo Bello                           | 5.105  | 16,43 | Movimento per le Autonomie   | 4.559  | 13,07 | 5     |
| Partito Democratico           | Maria Lo Bello                           | 5.105  | 16,43 | 2.710                        | 7,77   | 2     |       |
| Futuro e Libertà per l'Italia | Maria Lo Bello                           | 5.105  | 16,43 | 2.613                        | 7,49   | 3     |       |
| Alleanza per l'Italia         | Maria Lo Bello                           | 5.105  | 16,43 | 1.319                        | 3,78   | -     |       |
| Lista Agrigento Protagonista  | Maria Lo Bello                           | 5.105  | 16,43 | 200                          | 0,57   | -     |       |
|                               | Giuseppe Arnone                          | 3.474  | 11,18 | Miglior Sindaco di Agrigento | 204    | 0,58  | -     |
|                               | Giampiero Carta                          | 3.265  | 10,51 | Agrigento Bene Comune        | 1.545  | 4,43  | -     |
| Totale                        | Totale                                   | 31.078 |       |                              | 34.883 |       | 30    |

Fonti: Primo turno - Seggi
Ballottaggio
| Candidati | Candidati                | Voti   | %     |
| --------- | ------------------------ | ------ | ----- |
|           | Marco Zambuto ✔️ Sindaco | 19.836 | 74,71 |
|           | Salvatore Pennica        | 6.716  | 25,29 |
| Totale    |                          |        |       |

#### Palermo
| Candidati                                          | Candidati                                   | Voti    | %     | Liste                            | Voti    | %     | Seggi |
| -------------------------------------------------- | ------------------------------------------- | ------- | ----- | -------------------------------- | ------- | ----- | ----- |
|                                                    | Leoluca Orlando Accede al ballottaggio      | 105.286 | 47,42 | Italia dei Valori                | 28.312  | 10,24 | 30    |
| Federazione della Sinistra - Federazione dei Verdi | Leoluca Orlando Accede al ballottaggio      | 105.286 | 47,42 | 13.130                           | 4,75    | -     |       |
|                                                    | Fabrizio Ferrandelli Accede al ballottaggio | 38.498  | 17,34 | Partito Democratico              | 21.406  | 7,75  | 3     |
| Ora Palermo - Lista Ferrandelli                    | Fabrizio Ferrandelli Accede al ballottaggio | 38.498  | 17,34 | 17.150                           | 6,21    | 2     |       |
| Riformisti per Palermo                             | Fabrizio Ferrandelli Accede al ballottaggio | 38.498  | 17,34 | 6.489                            | 2,35    | -     |       |
| Sinistra Ecologia Libertà                          | Fabrizio Ferrandelli Accede al ballottaggio | 38.498  | 17,34 | 6.129                            | 2,22    | -     |       |
|                                                    | Vincenzo Massimo Costa                      | 28.000  | 12,61 | Il Popolo della Libertà          | 23.058  | 8,34  | 3     |
| Unione di Centro                                   | Vincenzo Massimo Costa                      | 28.000  | 12,61 | 21.166                           | 7,66    | 3     |       |
| Grande Sud                                         | Vincenzo Massimo Costa                      | 28.000  | 12,61 | 17.135                           | 6,20    | 2     |       |
| Lista Costa                                        | Vincenzo Massimo Costa                      | 28.000  | 12,61 | 9.041                            | 3,27    | -     |       |
|                                                    | Alessandro Aricò                            | 19.350  | 8,71  | Movimento per le Autonomie       | 20.867  | 7,55  | 3     |
| Futuro e Libertà per l'Italia                      | Alessandro Aricò                            | 19.350  | 8,71  | 11.897                           | 4,30    | -     |       |
| Palermo Avvenire                                   | Alessandro Aricò                            | 19.350  | 8,71  | 9.633                            | 3,49    | -     |       |
| Movimento Popolare Siciliano                       | Alessandro Aricò                            | 19.350  | 8,71  | 9.200                            | 3,33    | -     |       |
| Chiama la Città                                    | Alessandro Aricò                            | 19.350  | 8,71  | 3.855                            | 1,39    | -     |       |
| Alleanza per l'Italia                              | Alessandro Aricò                            | 19.350  | 8,71  | 3.276                            | 1,18    | -     |       |
|                                                    | Marianna Caronia                            | 15.968  | 7,19  | Amo Palermo                      | 17.280  | 6,25  | 2     |
| Cantiere Popolare                                  | Marianna Caronia                            | 15.968  | 7,19  | 17.076                           | 6,18    | 2     |       |
| Partito Tradizional Popolare - Noi Sud             | Marianna Caronia                            | 15.968  | 7,19  | 979                              | 0,35    | -     |       |
| Popolari UDEUR                                     | Marianna Caronia                            | 15.968  | 7,19  | 491                              | 0,18    | -     |       |
|                                                    | Riccardo Nuti                               | 10.910  | 4,91  | Movimento 5 Stelle               | 11.707  | 4,24  | -     |
|                                                    | Tommaso Dragotto                            | 1.985   | 0,89  | Movimento Impresa Palermo        | 3.215   | 1,16  | -     |
|                                                    | Giuseppe Mauro                              | 823     | 0,37  | Alleanza di Centro               | 2.369   | 0,86  | -     |
|                                                    | Rosella Accardo                             | 630     | 0,28  | Movimento dei Forconi            | 786     | 0,28  | -     |
|                                                    | Marco Priulla                               | 364     | 0,16  | Partito Comunista dei Lavoratori | 404     | 0,15  | -     |
|                                                    | Gioacchino Basile                           | 235     | 0,11  | Liberiamo Palermo                | 303     | 0,11  | -     |
| Totale                                             | Totale                                      | 222.049 |       |                                  | 276.354 |       | 50    |

Ballottaggio
| Candidati | Candidati                  | Voti    | %     |
| --------- | -------------------------- | ------- | ----- |
|           | Leoluca Orlando ✔️ Sindaco | 158.010 | 72,43 |
|           | Fabrizio Ferrandelli       | 60.139  | 27,57 |
| Totale    |                            |         |       |

Fonti: Primo turno - Seggi

#### Trapani
| Candidati                     | Candidati                               | Voti   | %     | Liste                                            | Voti   | %     | Seggi |
| ----------------------------- | --------------------------------------- | ------ | ----- | ------------------------------------------------ | ------ | ----- | ----- |
|                               | Giuseppe Maurici Accede al ballottaggio | 10.084 | 37,93 | Grande Trapani                                   | 3.992  | 11,09 | 4     |
| Futuro e Libertà per l'Italia | Giuseppe Maurici Accede al ballottaggio | 10.084 | 37,93 | 2.996                                            | 8,32   | 3     |       |
| Liberali Cattolici Socialisti | Giuseppe Maurici Accede al ballottaggio | 10.084 | 37,93 | 2.816                                            | 7,82   | 3     |       |
| Grande Sud                    | Giuseppe Maurici Accede al ballottaggio | 10.084 | 37,93 | 2.706                                            | 7,52   | 3     |       |
| Movimento Popolare Siciliano  | Giuseppe Maurici Accede al ballottaggio | 10.084 | 37,93 | 2.431                                            | 6,75   | 3     |       |
| Movimento per le Autonomie    | Giuseppe Maurici Accede al ballottaggio | 10.084 | 37,93 | 1.879                                            | 5,22   | 2     |       |
| Unione di Centro              | Giuseppe Maurici Accede al ballottaggio | 10.084 | 37,93 | 1.657                                            | 4,60   | -     |       |
|                               | Vito Damiano Accede al ballottaggio     | 7.289  | 27,42 | Il Popolo della Libertà                          | 4.721  | 13,11 | 5     |
| Lista Fazio                   | Vito Damiano Accede al ballottaggio     | 7.289  | 27,42 | 4.023                                            | 11,17  | 4     |       |
|                               | Sabrina Rocca                           | 5.210  | 19,60 | Partito Democratico                              | 3.377  | 9,38  | 3     |
| Sinistra Ecologia Libertà     | Sabrina Rocca                           | 5.210  | 19,60 | 1.668                                            | 4,63   | -     |       |
|                               | Stefano Nola                            | 2.059  | 7,75  | Facciamo Trapani                                 | 1.485  | 4,12  | -     |
|                               | Giuseppe Caradonna                      | 1.252  | 4,71  | Italia dei Valori - Federazione della Sinistra   | 1.673  | 4,65  | -     |
|                               | Luigi Fasoni                            | 418    | 1,57  | Fratelli d'Italia - Partito del Popolo Siciliano | 318    | 0,88  | -     |
|                               | Vincenzo Maurizio Marrone D'Alberti     | 271    | 1,02  | Ecologisti e Reti Civiche                        | 260    | 0,72  | -     |
| Totale                        | Totale                                  | 26.583 |       |                                                  | 36.002 |       | 30    |

Ballottaggio
| Candidati | Candidati               | Voti   | %     |
| --------- | ----------------------- | ------ | ----- |
|           | Vito Damiano ✔️ Sindaco | 12.309 | 53,56 |
|           | Giuseppe Maurici        | 10.673 | 46,44 |
| Totale    |                         |        |       |

Fonti: Primo turno - Seggi

### Sardegna

#### Oristano
| Candidati                                               | Candidati                            | Voti                        | %     | Liste                   | Voti   | %     | Seggi |
| ------------------------------------------------------- | ------------------------------------ | --------------------------- | ----- | ----------------------- | ------ | ----- | ----- |
|                                                         | Guido Tendas Accede al ballottaggio  | 6.627                       | 35,61 | Partito Democratico     | 1.843  | 10,51 | 6     |
| Insieme                                                 | Guido Tendas Accede al ballottaggio  | 6.627                       | 35,61 | 1.381                   | 7,87   | 5     |       |
| Noi Oristano                                            | Guido Tendas Accede al ballottaggio  | 6.627                       | 35,61 | 813                     | 4,64   | 3     |       |
| Sinistra Ecologia Libertà                               | Guido Tendas Accede al ballottaggio  | 6.627                       | 35,61 | 519                     | 2,96   | 1     |       |
| Federazione della Sinistra - Sinistra per i Beni Comuni | Guido Tendas Accede al ballottaggio  | 6.627                       | 35,61 | 247                     | 1,41   | -     |       |
| Unione Popolare Cristiana                               | Guido Tendas Accede al ballottaggio  | 6.627                       | 35,61 | 240                     | 1,37   | -     |       |
| Italia dei Valori                                       | Guido Tendas Accede al ballottaggio  | 6.627                       | 35,61 | 228                     | 1,30   | -     |       |
|                                                         | Giuliano Uras Accede al ballottaggio | 6.425                       | 34,53 | Unione di Centro        | 2.280  | 13,00 | 2     |
| Oristano Bene Comune                                    | Giuliano Uras Accede al ballottaggio | 6.425                       | 34,53 | 1.236                   | 7,05   | 1     |       |
| Fortza Paris                                            | Giuliano Uras Accede al ballottaggio | 6.425                       | 34,53 | 1.229                   | 7,01   | 1     |       |
| Futuro e Libertà per l'Italia - Alleanza per l'Italia   | Giuliano Uras Accede al ballottaggio | 6.425                       | 34,53 | 786                     | 4,48   | 1     |       |
| Unione Democratica Sarda                                | Giuliano Uras Accede al ballottaggio | 6.425                       | 34,53 | 692                     | 3,95   | -     |       |
| Partito Sardo d'Azione                                  | Giuliano Uras Accede al ballottaggio | 6.425                       | 34,53 | 496                     | 2,83   | -     |       |
| Le Frazioni le Borgate                                  | Giuliano Uras Accede al ballottaggio | 6.425                       | 34,53 | 465                     | 2,65   | -     |       |
| Rinnovamento Popolare Cristiano                         | Giuliano Uras Accede al ballottaggio | 6.425                       | 34,53 | 388                     | 2,21   | -     |       |
| Seggio al candidato sindaco                             | Seggio al candidato sindaco          | Seggio al candidato sindaco | 34,53 | 1                       |        |       |       |
|                                                         | Salvatore Ledda                      | 2.344                       | 12,60 | Riformatori Sardi       | 744    | 4,24  | 1     |
| Contro Corrente                                         | Salvatore Ledda                      | 2.344                       | 12,60 | 628                     | 3,58   | -     |       |
| Idee Rinnovabili                                        | Salvatore Ledda                      | 2.344                       | 12,60 | 594                     | 3,39   | -     |       |
| Patto Civico                                            | Salvatore Ledda                      | 2.344                       | 12,60 | 263                     | 1,50   | -     |       |
| Seggio al candidato sindaco                             | Seggio al candidato sindaco          | Seggio al candidato sindaco | 12,60 | 1                       |        |       |       |
|                                                         | Andrea Lutzu                         | 2.316                       | 12,45 | Il Popolo della Libertà | 1.562  | 8,91  | -     |
| Adesso Oristano                                         | Andrea Lutzu                         | 2.316                       | 12,45 | 329                     | 1,88   | -     |       |
| Seggio al candidato sindaco                             | Seggio al candidato sindaco          | Seggio al candidato sindaco | 12,45 | 1                       |        |       |       |
|                                                         | Pierluigi Annis                      | 780                         | 4,19  | Aristanis Noa           | 505    | 2,88  | -     |
|                                                         | Francesco Porceddu                   | 117                         | 0,63  | Forza Nuova             | 72     | 0,41  | -     |
| Totale                                                  | Totale                               | 18.609                      |       |                         | 17.540 |       | 24    |

Ballottaggio
| Candidati | Candidati               | Voti   | %     |
| --------- | ----------------------- | ------ | ----- |
|           | Guido Tendas ✔️ Sindaco | 8.125  | 58,06 |
|           | Giuliano Uras           | 5.870  | 41,94 |
| Totale    | Totale                  | 13.995 |       |